# 市道真央
市道 真央（いちみち まお、1992年2月1日 - ）は、日本の女優、声優。大阪府出身。イエローキャブNEXT所属。声優として活動する際には、M・A・O（まお）名義を使用している。

## 来歴
2010年に女優としてデビュー。同年8月には『週刊少年ジャンプ』の読者投稿コーナー「ジャン魂G!」の4代目アシスタントに就任し、最終回の2014年6月まで担当。
2011年2月より、スーパー戦隊シリーズ『海賊戦隊ゴーカイジャー』にてルカ・ミルフィ / ゴーカイイエロー役で出演。
2012年4月、『クッキンアイドル アイ!マイ!まいん!』のキラキラ役で声優デビュー。以後、声優としての出演の際には、M・A・O（まお）の別名義を用いるが、女優としての出演の際には現在も本名である市道真央名義を使用している。
また、同時期に『めざましテレビ』のコーナー「イマドキ」に「イマドキガール」として出演、2012年6月まで木曜レギュラーとしてリポーターを務めた。
2015年4月にスマホでUSEN にてラジオ『M・A・Oの顔文字じゃないよ、名前だよ!』が配信開始。
2015年8月、ショートムービー『みいことベル』が公開。市道真央とM・A・Oの1人2役で主演を務めた。
2017年2月、『宇宙戦隊キュウレンジャー』にM・A・O名義でラプター283 / ワシピンクの声優として出演。スーパー戦隊シリーズにおいて、女性が初期メンバーを2度演じるのは、シリーズ初である。

## 人物
学生時代は陸上部、ソフトボール部、写真部に所属していた。
趣味は漫画・アニメ・絵画・写真・裁縫。特技はソフトボール・ダンス・ピアノ。好きな食べ物は果物全般・カレーライス・ハンバーグ・オムライス・ドリア・グラタン。
尊敬する人物は母親。2歳年下の弟がいる。
『ONE PIECE』のマルコ、『銀魂』の坂田銀時、『家庭教師ヒットマンREBORN!』のXANXUS（ザンザス）など、好きなキャラクターの誕生日はケーキを購入した上で必ず祝福している。
元々は女優志望だった市道だったが、『ゴーカイジャー』にて変身後の姿へのアテレコを経験したことをきっかけに声優業に興味を持ち、後には声優としての活動の方が多くなった。なお、声優活動の際の名義が『M・A・O』となったことに関して、本人も詳しい理由はわかっておらず、「最初の作品で台本を受け取ったらそう書いてあった」とのこと。本人は、「顔文字みたいに見える」と気に入っている。
『金朋声優ラボ』#29にゲスト出演した際、特技として後ろ回し蹴りを披露した。

### 特撮
『海賊戦隊ゴーカイジャー』で演じたルカ・ミルフィについては、オーディションの時点から自身の理想の女性像に近いと感じており、自身の憧れを役作りに反映させていた。東映プロデューサーの宇都宮孝明はオーディションの時点から役をよく理解していたと評している。また、役作りとして声のトーンが大事だと思い、冷静な時とルカが好きなお宝関係の話題の時でテンションの高さにギャップを出すため、日常シーンは地声より低めの声で演じていた。スーツアクターの蜂須賀祐一に好意を持っていたらしく、ゴーカイピンクのスーツアクターの野川瑞穂曰く「真央ちゃん、蜂須賀さんのこと大好きだから」とのこと。一方で役とのギャップも大きく、第35話・第36話で共演した古原靖久は役のイメージが強かったため、市道から丁寧に挨拶をされて戸惑っていた。
映画『烈車戦隊トッキュウジャー THE MOVIE ギャラクシーラインSOS』にM・A・O名義の声優として出演したことで、再び戦隊作品に出演するという目標を叶えた。
また、先述通り2017年には『宇宙戦隊キュウレンジャー』に同じく声優として出演し、M・A・O名義でラプター283 / ワシピンク役を演じた。『ゴーカイジャー』のルカと異なりラプターは可愛らしさを強調した役だったため、名乗りや戦闘時のアドリブなどの匙加減が特に難しかったと語っている。Vシネクスト『宇宙戦隊キュウレンジャーVSスペース・スクワッド』ではルカ役としても出演し、両者の掛け合いを一人二役で演じている。
この他、声優として2020年放送の『仮面ライダーゼロワン』でアイちゃん役、2021年放送の『ウルトラマントリガー NEW GENERATION TIGA』でメトロン星人マルゥル役として出演し、スーパー戦隊シリーズ、仮面ライダーシリーズ、ウルトラシリーズの3つの特撮ドラマシリーズ出演を達成している。
テレビアニメ『宇宙パトロールルル子』にルル子役で出演。「宇宙パトロールルル子 最終話先行全13話一挙上映会」に出演した際には、戦隊シリーズの最終話で恒例の、次戦隊へ番組を引き継ぐためのレッド同士のバトンタッチについて触れた。当時は黄色担当だったためにハイタッチはできなかったが、アニメ最終話ではルル子が次回作の継承をするかたちで『リトルウィッチアカデミア』のアツコ・カガリにハイタッチをする場面があり、かつてできなかったハイタッチを達成できた喜びを語った。

### 関西弁
『あにむす!』で放送された「Z/X IGNITION 関西弁講座」では、関西弁キャラクター初挑戦の下野紘（東京都出身）に、大阪府出身のM・A・Oが先生として関西弁をレクチャーするコーナーが放送された。
2013年10月期に放送されたテレビアニメ『サムライフラメンコ』の三澤瑞希役、2014年4月期に放送されたテレビアニメ『極黒のブリュンヒルデ』のカズミ＝シュリーレンツァウアー役、劇場アニメ『GANTZ:O』の山咲杏役、2016年に新キャラクターとして登場した『それいけ!アンパンマン』のおやこどんちゃん役、2021年から放送されているテレビアニメ『現実主義勇者の王国再建記』のロロア役など、関西弁で演じるキャラクターも多数担当している。また、2021年から放送されているテレビアニメ『舞妓さんちのまかないさん』では、祇園ことばを話す舞妓さんを担当している。

## 出演
太字はメインキャラクター。

### テレビアニメ
2012年
- クッキンアイドル アイ!マイ!まいん!（2012年 - 2013年、キラキラ）

2013年
- 帰宅部活動記録（あざらし）
- 銀の匙 Silver Spoon（池田）
- サムライフラメンコ（2013年 - 2014年、三澤瑞希）
- 世界でいちばん強くなりたい!（MC）
- DD北斗の拳（2013年 - 2015年、リン） - 2シリーズ
- てーきゅう（園児 、店員）

2014年
- 愛・天地無用!（沙流葉七）
- いなり、こんこん、恋いろは。（今出川 、女子生徒）
- 俺、ツインテールになります。（桜川尊）
- 極黒のブリュンヒルデ（カズミ＝シュリーレンツァウアー）
- 世界征服〜謀略のズヴィズダー〜（駒鳥蓮華 (ホワイトロビン)）
- Z/X IGNITION（フィエリテ）
- ソードアート・オンライン シリーズ（2014年 - 2019年、女の子、女子生徒、昇降係） - 2シリーズ
- ノラガミ（歩喩）
- Hi☆sCoool! セハガール（ドリームキャスト）
- 普通の女子校生が【ろこどる】やってみた。（宇佐美智子）
- まじっく快斗1412（2014年 - 2015年、中森青子）
- 魔法戦争（妃えな）

2015年
- アイドルマスター シンデレラガールズ（鷺沢文香）
- 雨色ココア Rainy colorへようこそ!（マダム）
- 青春×機関銃（女性ゲーマー）
- ISUCA（島津須世璃）
- VENUS PROJECT -CLIMAX-（下司麗）
- オーバーロード（2015年 - 2018年、エンリ・エモット） - 2シリーズ / 2017年に総集編『不死者の王』『漆黒の英雄』劇場上映
- 温泉幼精ハコネちゃん（榛名）
- 学戦都市アスタリスク（美ヶ原よすが）
- がっこうぐらし!（若狭悠里）
- ご注文はうさぎですか??（客）
- 暗闇三太（鹿羽一之介、山田誠）
- ケイオスドラゴン 赤竜戦役（イズン）
- 実は私は（紅本茜）
- 城下町のダンデライオン（白銀杏）
- 聖剣使いの禁呪詠唱（高梨恭子）
- Dance with Devils（女子生徒）
- デス・パレード（宮崎ちさと）
- DIABOLIK LOVERS MORE,BLOOD（クリスティーナ）
- デュラララ!!×2（2015年 - 2016年、ヴァローナ、少女） - 3シリーズ
- 電波教師（蔵持円）
- トリアージX（小峯蓉子）
- 緋弾のアリアAA（火野ライカ）
- ヤング ブラック・ジャック（ファン）
- 落第騎士の英雄譚（兎丸恋々）
- ランス・アンド・マスクス（リュウ・ユイファ）
- 乱歩奇譚 Game of Laplace（ヒガシコウジ）
- レーカン!（江角京子）
- わかば*ガール（黒川真魚）

2016年
- 宇宙パトロールルル子（ルル子）
- 機動戦士ガンダム 鉄血のオルフェンズ（2016年 - 2017年、ジュリエッタ・ジュリス）
- クラシカロイド（2016年 - 2018年、バダジェフスカ） - 2シリーズ
- クロムクロ（白羽由希奈）
- 競女!!!!!!!!（宮田さやか）
- この美術部には問題がある!（小枝木由佳）
- 最弱無敗の神装機竜（サニア・レミスト）
- 三者三葉（関口乃々華）
- 聖戦ケルベロス 竜刻のファタリテ（サラート）
- それいけ!アンパンマン（2016年 - 2024年、おやこどんちゃん）
- タブー・タトゥー（アイーシャ）
- とんかつDJアゲ太郎（服部苑子）
- 虹色デイズ（森リナ、女子生徒）
- ねじ巻き精霊戦記 天鏡のアルデラミン（イクタ・ソローク〈少年時代〉 / イクタ・サンクレイ）
- ネトゲの嫁は女の子じゃないと思った?（アプリコット / 御聖院杏）
- ハンドレッド（クレア・ハーヴェイ）
- ファンタシースターオンライン2 ジ アニメーション（鈴来アイカ）
- フリップフラッパーズ（パピカ、パピノ、パピト、パピア、パピヨ、パピヲ、パピコ、パピヤ、パピナ）
- モンスターハンター ストーリーズ RIDE ON（2016年 - 2018年、ナビルー）

2017年
- One Room（2017年 - 2020年、花坂結衣） - 3シリーズ
- 青の祓魔師 シリーズ（2017年 - 2024年、宝生蝮） - 2シリーズ
- タイムボカン24（トリカブトの君）
- 正解するカド（徭沙羅花、受付）
- ツインエンジェルBREAK（天月めぐる / エンジェルローズ）
- ひなこのーと（桜木ひな子）
- 覆面系ノイズ（女子生徒1、トモちゃん）
- つぐもも（2017年 - 2020年、金山たぐり） - 2シリーズ
- 有頂天家族2（星瀾）
- GRANBLUE FANTASY The Animation（ナルメア）
- アイドルマスター シンデレラガールズ劇場（2017年 - 2019年、鷺沢文香、カメラマン） - 4シリーズ
- アホガール（栄村茜）
- アクションヒロイン チアフルーツ（城ヶ根御前）
- ナナマル サンバツ（上月由貴）
- ようこそ実力至上主義の教室へ（2017年 - 2024年、佐倉愛里） - 3シリーズ
- 地獄少女 宵伽（河原）
- ねこねこ日本史（ビッドル、古渓宗陳、細川頼元）
- キャッチーくんのナイスキャッチ！（M・A・Oちゃん）
- 王様ゲーム The Animation（本多智恵美）
- 食戟のソーマ 餐ノ皿（梁井メア）
- 宝石の国（ヘリオドール）
- 3人の若い女（アニメパート）（五所ヶ原豊）

2018年
- 刀使ノ巫女（此花寿々花）
- スロウスタート（京塚志温）
- からかい上手の高木さん（2018年 - 2022年、天川ユカリ） - 3シリーズ
- 七つの大罪 シリーズ（2018年 - 2019年、メラスキュラ） - 2シリーズ
- ブラッククローバー（2018年 - 2020年、ファナ）
- 斉木楠雄のΨ難（梨歩田依舞） - 1シリーズ + 完結編
- 伊藤潤二『コレクション』（中山）
- りゅうおうのおしごと!（鹿路庭珠代）
- 覇穹 封神演義（王貴人）
- グラゼニ（ユキ、うぐいす嬢）
- ラストピリオド -終わりなき螺旋の物語-（カンパネルラ / クロパネルラ）
- おじゃる丸（プリン）
- ソードアート・オンライン オルタナティブ ガンゲイル・オンライン（2018年 - 2024年、アンナ / 安中萌） - 2シリーズ
- こみっくがーるず（女子高生）
- 魔法少女サイト（燐賀紗雪）
- ヒナまつり（志保）
- 邪神ちゃんドロップキック（2018年 - 2022年、ベート） - 3シリーズ
- はたらく細胞（2018年 - 2021年、好酸球） - 2シリーズ
- 悪偶 -天才人形-（李白綿）
- ムヒョとロージーの魔法律相談事務所（井上理絵）
- ゆらぎ荘の幽奈さん（浦方うらら）
- プラネット・ウィズ（女性型宇宙人）
- RErideD-刻越えのデリダ-（マージュ・ビルシュタイン）
- 軒轅剣 蒼き曜（少女）
- となりの吸血鬼さん（教師）
- うちのメイドがウザすぎる!（鵜飼みどり）
- メルクストーリア -無気力少年と瓶の中の少女-（少年）
- おとなの防具屋さん（2018年 - 2021年、少年ナーデン） - 2シリーズ
- 転生したらスライムだった件（2018年 - 2024年、オーガ達 / シオン） - 4シリーズ
- 青春ブタ野郎はバニーガール先輩の夢を見ない（女性）
- 風が強く吹いている（神童の彼女）
- 聖闘士星矢 セインティア翔（2018年 - 2019年、響子 / 邪神エリス）

2019年
- 魔法少女特殊戦あすか（タマラ・ヴォルコワ）
- とある魔術の禁書目録III（ステファニ＝ゴージャスパレス）
- B-PROJECT〜絶頂*エモーション〜（マミリン）
- みにとじ（此花寿々花）
- モブサイコ100 II（浅桐みのり）
- 五等分の花嫁（女子）
- フルーツバスケット（2019年 - 2021年、皆川素子） - 3シリーズ
- 川柳少女（女子C、遊園地の人々）
- 群青のマグメル（ゼロ）
- なむあみだ仏っ!-蓮台 UTENA-（山椒）
- 超可動ガール1/6（天乃原すばる）
- ソウナンですか?（鬼島ほまれ）
- 炎炎ノ消防隊（2019年 - 2025年、アイリス） - 3シリーズ
- 戦姫絶唱シンフォギアXV（ヴァネッサ）
- ロード・エルメロイII世の事件簿 -魔眼蒐集列車 Grace note-（クレア）
- BEM（ベラ）
- けだまのゴンじろー（ソバ子）
- 魔王様、リトライ!（オルガン）
- 女子高生の無駄づかい（久条翡翠）
- ダンジョンに出会いを求めるのは間違っているだろうか シリーズ（2019年 - 2025年、レナ・タリー） - 2シリーズ
- アフリカのサラリーマン（レッサーさん、豚）
- 神田川JET GIRLS（2019年 - 2020年、万条あくあ）
- BEASTARS（2019年 - 2021年、サリー） - 2シリーズ
- 放課後さいころ倶楽部（エミーリア）
- バビロン（瀬黒陽麻）
- 厨病激発ボーイ（司会のお姉さん）
- ライフル・イズ・ビューティフル（2019年 - 2020年、朝倉零）
- アズールレーン（吹雪）
- 戦×恋（レスクヴァ）

2020年
- ID:INVADED イド:インヴェイデッド（名探偵 聖井戸御代 / 本堂町小春）
- ネコぱら（水無月時雨）
- はてな☆イリュージョン（桜井エマ）
- 異種族レビュアーズ（メイドリー）
- pet（ジン）
- マギアレコード 魔法少女まどか☆マギカ外伝（常盤ななか）
- 八男って、それはないでしょう!（ヴィルマ・エトル・フォン・アスガハン）
- プリンセスコネクト!Re:Dive（2020年 - 2022年、ぺコリーヌ） - 2シリーズ
- ミュークルドリーミー（2020年 - 2021年、美咲部長 / 紺野美咲）
- 乙女ゲームの破滅フラグしかない悪役令嬢に転生してしまった…（2020年 - 2021年、ニコル・アスカルト〈幼少期〉） - 2シリーズ
- アルテ（カタリーナ）
- モンスター娘のお医者さん（ローナ・アルテ）
- ジビエート（おくに）
- 戦翼のシグルドリーヴァ（駒込・アズズ）
- アサルトリリィ BOUQUET（倉又雪陽）
- キングスレイド 意志を継ぐものたち（2020年 - 2021年、シーラ）
- ぐらぶるっ!（ナルメア）
- ハイキュー!! TO THE TOP（灰羽アリサ）

2021年
- たとえばラストダンジョン前の村の少年が序盤の街で暮らすような物語（コリン）
- ゲキドル（ドール / アリス）
- WIXOSS DIVA(A)LIVE（結城阿左美）
- ホリミヤ（2021年 - 2023年、綾崎レミ） - 2シリーズ
- プレイタの傷（女性構成員）
- ドラゴン、家を買う。（アルバート）
- 転生したらスライムだった件 転スラ日記（シオン）
- 幼なじみが絶対に負けないラブコメ（峰芽衣子）
- 戦闘員、派遣します!（大悪魔・女）
- ピーチボーイリバーサイド（フラウ）
- 現実主義勇者の王国再建記（2021年 - 2022年、ロロア・アミドニア） - 2シリーズ
- 迷宮ブラックカンパニー（ランガ）
- 舞妓さんちのまかないさん（2021年 - 2022年、すみれ）
- プラチナエンド（2021年 - 2022年、花籠咲 / 小学生咲）
- 月とライカと吸血姫（リュドミラ・ハルロヴァ）

2022年
- イロドリミドリ（箱部なる）
- 明日ちゃんのセーラー服（田村先生）
- 怪人開発部の黒井津さん（アカシック）
- 異世界美少女受肉おじさんと（橘日向〈女〉）
- 永遠の831（橋本なずな）
- ヘアピンダブル（渋川あずみ / ヘアピンレッド）
- 阿波連さんははかれない（2022年 - 2025年、大城みつき） - 2シリーズ
- 処刑少女の生きる道（アーシュナ）
- 恋は世界征服のあとで（ヘル子）
- くノ一ツバキの胸の内（コノハ）
- BIRDIE WING -Golf Girls' Story-（2022年 - 2023年、飯島薫子） - 2シリーズ
- ビルディバイド -＃FFFFFF-（ディオフィリア）
- ハナビちゃんは遅れがち（日本橋サンダー雷）
- 惑星のさみだれ（アニマ）
- うちの師匠はしっぽがない（まめだ）
- 僕とロボコ（2022年 - 2023年、円ちゃん、おマド）
- 勇者パーティーを追放されたビーストテイマー、最強種の猫耳少女と出会う（ティナ）

2023年
- 異世界のんびり農家（農業神）
- ノケモノたちの夜（イベルタ〈青年期〉）
- 冒険大陸 アニアキングダム（ハート）
- 幻日のヨハネ -SUNSHINE in the MIRROR-（コハク）
- デキる猫は今日も憂鬱（仁科理央）
- SYNDUALITY Noir（2023年 - 2024年、シュネー） - 2シリーズ
- 悲劇の元凶となる最強外道ラスボス女王は民の為に尽くします。（セフェク）
- 陰の実力者になりたくて! 2nd season（マリー）
- ウマ娘 プリティーダービー Season 3（あさこ、こむろ）
- 柚木さんちの四兄弟。（霧島咲）
- とあるおっさんのVRMMO活動記（ピンク）
- ゴブリンスレイヤーII（女魔術師）

2024年
- 異世界でもふもふなでなでするためにがんばってます。（ノックス）
- 火狩りの王（瑠璃茉莉）
- うる星やつら (2022)（水乃小路飛鳥）
- 七つの大罪 黙示録の四騎士（カオス＝メラスキュラ）
- 休日のわるものさん（スタッフ）
- 変人のサラダボウル（リヴィア・ド・ウーディス）
- 戦隊大失格（2024年 - 2025年、ピンクキーパー / 桜間世々良） - 2シリーズ
- Re:Monster（リターナ）
- 2.5次元の誘惑（羽生まゆり）
- ダンジョンの中のひと（フーリン）
- VTuberなんだが配信切り忘れたら伝説になってた（苑風エーライ）
- 異世界ゆるり紀行 〜子育てしながら冒険者します〜（オリヴィエ）
- トリリオンゲーム（2024年 - 2025年、黒龍キリカ）
- 夏目友人帳 漆（カエダ）
- 君は冥土様。（みく）
- アクロトリップ（ステージショーのお姉さん）

2025年
- 悪役令嬢転生おじさん（グレイス・オーヴェルヌ）
- Aランクパーティを離脱した俺は、元教え子たちと迷宮深部を目指す。（ジェミー）
- 戦隊レッド 異世界で冒険者になる（二階堂天理 / キズナシルバー）
- 誰ソ彼ホテル（ロケット頭の少年 / 渡辺将太）
- 想星のアクエリオン Myth of Emotions（女神 / ムルア・サテネ）
- 忍者と殺し屋のふたりぐらし（草隠ふみこ）
- サイレント・ウィッチ 沈黙の魔女の隠しごと（リィンズベルフィード）
- 勇者パーティーを追放された白魔導師、Sランク冒険者に拾われる 〜この白魔導師が規格外すぎる〜（クレハ〈クレア〉）
- SAKAMOTO DAYS（晶）
- 転生悪女の黒歴史（コノハ・マグノリア）
- アルマちゃんは家族になりたい（夜羽スズメ）
- ちゃんと吸えない吸血鬼ちゃん（佐久間瑛子）

2026年
- 北斗の拳 -FIST OF THE NORTH STAR-（リン）
- お気楽領主の楽しい領地防衛〜生産系魔術で名もなき村を最強の城塞都市に〜（ティル）

時期未定
- 魔法少女育成計画 restart（リオネッタ）
- エリスの聖杯（リリィ・オーラミュンデ）

### 劇場アニメ
2013年
- PERSONA3 THE MOVIE #1 Spring of Birth（女子生徒A）

2014年
- 劇場版 カードファイト!! ヴァンガード ネオンメサイア（友人）
- 劇場版 ゆうとくんがいく（ルル）

2015年
- 劇場版 蒼き鋼のアルペジオ -アルス・ノヴァ- DC / Cadenza（ヒエイ） - 2作品
- バケモノの子

2016年
- GANTZ:O（山咲杏）
- 劇場版selector destructed WIXOSS（寛子）
- ポッピンQ（タドナ）

2017年
- 虐殺器官
- 劇場版 トリニティセブン -悠久図書館と錬金術少女-（アナスタシア＝L）

2019年
- プロメア（シーマ）

2020年
- 巨蟲列島（織部睦美）
- デジモンアドベンチャー LAST EVOLUTION 絆（八神ヒカリ）
- 劇場版BEM〜BECOME HUMAN〜（ベラ）

2021年
- EUREKA/交響詩篇エウレカセブン ハイエボリューション（キラ・ポマト）

2022年
- 劇場版 からかい上手の高木さん（天川ユカリ）
- 劇場版 転生したらスライムだった件 紅蓮の絆編（シオン）

2023年
- デジモンアドベンチャー02 THE BEGINNING（八神ヒカリ）

2024年
- 劇場版ハイキュー!! ゴミ捨て場の決戦（灰羽アリサ）
- シノアリス 一番最後のモノガタリ（アリス）
- 名探偵コナン 100万ドルの五稜星（中森青子）
- 風都探偵 仮面ライダースカルの肖像（園咲若菜）

### OVA
2010年代
- サイボーグ009VSデビルマン（2015年 - 2016年、フランソワーズ・アルヌール）
- デジモンアドベンチャー tri.（2015年 - 2018年、八神ヒカリ） - 全6章
- 普通の女子校生が【ろこどる】やってみた。 クリスマススペシャル（2016年、宇佐美智子）
- からかい上手の高木さん（2018年、ユカリ） - コミックス第9巻OAD付き特別版
- 巨蟲列島（2019年、織部睦美） - コミックス第6巻アニメ付き特装版
- 転生したらスライムだった件 OAD（2019年 - 2020年、シオン） - 漫画版第12 - 14巻限定版付属

2020年代
- ハイキュー!! 陸 VS 空（2020年、灰羽アリサ）
- ゆらぎ荘の幽奈さん（2020年、浦方うらら） - コミックス第24巻アニメBD同梱完全受注限定版
- アリスインデッドリースクール（2021年、墨尾優）
- 乙女ゲームの破滅フラグしかない悪役令嬢に転生してしまった…X（2021年、ニコル・アスカルト〈幼少期〉） - コミックス第7巻特装版

### Webアニメ
2013年
- 花のずんだ丸（しらたま姫）

2014年
- 土鶸井先輩保護クラブ（萌恵）

2016年
- 中古ビデオ屋の女店員 X（坂田千明）
- プロミストタウン（瑠香）

2017年
- 変形少女（羽瑠）
- アイドルマスター シンデレラガールズ劇場 火曜シンデレラシアター / Extra Stage（2017年 - 2020年、鷺沢文香） - 2シリーズ

2018年
- A.I.C.O. Incarnation（三沢楓）
- もっと、街に恋をする。（美月）
- あるゾンビ少女の災難（皆川由衣）

2019年
- ファイトリーグ ギア・ガジェット・ジェネレーターズ（潔癖スイーパー・クリナ）
- 斉木楠雄のΨ難 Ψ始動編（梨歩田依舞）

2021年
- 極主夫道（2021年 - 2023年、銀） - 2シリーズ
- 夜の国（暁）

2022年
- 阿波連さんははかれない ミニ（大城みつき）
- Shenmue the Animation（ジョイ）
- 劇場公開記念！3人娘と振り返る「からかい上手の高木さん」10分動画（天川ユカリ）
- CINDERELLA GIRLS 10th Anniversary Celebration Animation ETERNITY MEMORIES（鷺沢文香）

2023年
- 伊藤潤二『マニアック』（吉川かおる）
- ULTRAMAN（バルキュア）

### ゲーム
2011年
- スーパー戦隊シリーズ（ゴーカイイエロー） - 3作品 / 市道真央名義

2013年
- ウチの姫さまがいちばんカワイイ（可憐姫 リリカ・クリーム）

2014年
- 戦乱のサムライキングダム（豊臣秀次、甲斐姫、帰蝶）
- Tokyo 7th シスターズ（2014年 - 2022年、逝橋エイ）
- Z/X IGNITION 五世界の輪舞（フィエリテ）
- サムライフラメンコ（三澤瑞希）
- 電撃文庫 FIGHTING CLIMAX（電神）
- 流線系エンカウンター（ロクサネ）
- 戦国RUN（御守り獣 鼬）
- アイドルマスター シンデレラガールズ（2014年 - 2024年、鷺沢文香、ペコリーヌ） - 2作品
- バレットガールズ（火乃本彩）
- Caladrius BLAZE（ノア・トワイニング、ニーナ・トワイニング）
- 嫁コレ（駒鳥蓮華、江角京子）
- チェインクロニクル（純白の戦乙女ドリームキャスト）
- V.D. -バニッシュメント・デイ-（高槻遥、天王寺亜里沙）
- ドラゴンポーカー（レファ）
- アイドルクロニクル（里見陽奈）

2015年
- 猫耳さばいばー！（アレイン、ラーラ）
- 乖離性ミリオンアーサー（実在型ユリエンス、異界型火野ライカ）
- 妖怪百姫たん!（鈴彦姫、絡新婦）
- POSSESSION MAGENTA（文月美玲）
- 麻雀ヴィーナスバトル（ユウリ）
- 絶対迎撃ウォーズ（トウワ）
- イロドリミドリ（箱部なる）
- 家電少女（ドリームキャスト）
- クイズRPG 魔法使いと黒猫のウィズ（2015年 - 2016年、アーシア・ベネット、アメリー・ベネット）
- ロイヤルフラッシュヒーローズ（ベロニカ・ゲッテン）
- プリンセスメーカー（キューブ）
- よるのないくに（アーナス）
- 戦国姫譚MURAMASA-雅-（足利義輝、お市、宝蔵院胤栄）
- グランブルーファンタジー（2015年 - 2024年、ナルメア、ペコリーヌ、シオン） - 4作品
- 真・三國無双ブラスト（アーナス）
- 桃色大戦ぱいろん・生（赤城風音、フィーナ・エルメロス）
- オメガラビリンス（蒼社紗衣里）
- 超次元大戦 ネプテューヌVSセガ・ハード・ガールズ 夢の合体スペシャル（ドリームキャスト）
- 神撃のバハムート（ルフレ、ナルメア）
- ソードアート・オンライン コード・レジスタ（タマ、キャロ）
- 魔女こいにっき Dragon×Caravan（真田甘楽）

2016年
- チェインクロニクルV〜絆の新大陸〜（ドリームキャスト、アンティヌア）
- ザクセスヘブン（ドリームキャスト）
- ドリフトガールズ（広津紗香）
- ALICE ORDER（月宮由華理）
- ファンタシースターオンライン2es（アダマンの杖、テンイムソウ）
- グリモア〜私立グリモワール魔法学園〜（若狭悠里）
- ガールフレンド（仮） / ガールフレンド（♪）（アネット・オルガ・唐澤） - 2作品
- ロード オブ ヴァーミリオン Re：3（人獣のナルメア）
- ファンタシースターオンライン2（アイカ）
- バレットガールズ2（火乃本彩）
- りりくる Rainbow Stage!!!（仁篠珠季）
- World of Warships（ヒエイ）
- ラストピリオド -終わりなき螺旋の物語-（カンパネルラ）
- アヴァロンΩ（サクラ）
- 蒼空のリベラシオン（Ayasa）
- コード・オブ・ジョーカーS（リナ・ヴァレンタイン、魔天ルシファー、クイーンアント）
- Mighty No. 9（コール）
- シノビナイトメア（ホムラ、シラサギ）
- 編隊少女 -フォーメーションガールズ-（月原美守）
- クロスワールド（サーシャ・L）
- 一血卍傑-ONLINE-（タマモゴゼン）
- 限界凸旗 セブンパイレーツ（クラレット）
- 弩龍戦機（尾澤アンナ）
- ケリ姫スイーツ（ケリ姫〈アン・パント・ケットバス〉）
- あんさんぶるガールズ!!（北川ゆき）
- メビウス ファイナルファンタジー（メイア）
- モンスターハンター ストーリーズ（ナビルー）
- アイドルデスゲームTV（諫早れん）
- レコラヴ Blue Ocean / Gold Beach（御前渚紗） - 2作品
- オトモンドロップ モンスターハンター ストーリーズ（ナビルー）
- IRroid〜恋の有効フロンティア〜（白符美瑠）
- ぷよぷよクロニクル（ラフィソル）
- STARLY GIRLS -Episode Starsia-（アクルックス）
- Wonderland Wars（科学のヘンゼル、雀蘭、ドロシィ・ゲイル）

2017年
- WORLD CLUB Champion Football 2016-2017（湯沢レイカ）
- UNLEASHED（ママ3号 / ティア）
- モンスターハンターダブルクロス（ナビルー）
- オルタンシア・サーガ -蒼の騎士団-（ロベリア）
- 無双☆スターズ（アーナス）
- ミラクルニキ（道化師とダイヤの仮面）
- DRAGON BLADE（心如）
- シノアリス（アリス）
- Shadowverse（2017年 - 2019年、オズの大魔女、エンキドゥ、揺らぎの斬姫・ナルメア、デモンオフィサー・エメラダ、ペコリーヌ）
- オメガラビリンスZ（蒼社紗衣里）
- Q＆Qアンサーズ（ニーベルンゲンの歌）
- ぷよぷよ!!クエスト（2017年 - 2022年、スルターナ、ラフィソル、ルゴー）
- マギアレコード 魔法少女まどか☆マギカ外伝（常盤ななか）
- ヴィーナスランブル（ツクヨミ）
- よるのないくに2 〜新月の花嫁〜（アーナス）
- モン娘☆は〜れむ（シンシア）
- グリムノーツ（アリス）
- ゼノブレイド2（ウカ）
- きららファンタジア（2018年 - 2022年、若狭悠里、京塚志温）

2018年
- プリンセスコネクト！Re:Dive（2018年 - 2024年、ペコリーヌ / ユースティアナ・フォン・アストライア、とら）
- アナザーエデン（フェルミナ）
- 刀使ノ巫女 刻みし一閃の燈火（此花寿々花）
- 斉木楠雄のΨ難 妄想暴走 Ψキックバトル（梨歩田衣舞）
- レイヤードストーリーズ ゼロ（ヴェロニカ）
- アズールレーン（ニコラス、吹雪）
- バレットガールズ ファンタジア（火乃本彩）
- ブラッククローバー カルテットナイツ（ファナ）
- ぷよぷよeスポーツ（2018年 - 2020年、スルターナ、ラフィソル）
- ましろウィッチ 真夜中のメルヒェン（朝日向万那〈しっかり〉）
- 恒星少女 -Do The Scientists Dream of Girls'Asterism?-（シャウラ）

2019年
- アークオブアルケミスト（ルーネ・フォンティーヌ）
- 47 HEROINES（千早音葉）
- 十三機兵防衛圏 プロローグ（如月兎美）
- いつでも はたらく細胞（好酸球）
- 共闘ことばRPG コトダマン（2019年 - 2022年、シオン、アイリス）
- 蒼藍の誓い ブルーオース（グリッドレイ、クレイヴン、マッコール、モーリー）
- ゼノンザード（シャーロット・シームズ）
- 星鳴エコーズ（茅場幸）
- ソードアート・オンライン アリシゼーション・ブレイディング / アンリーシュ・ブレイディング（昇降係）
- SDガンダム GGENERATION CROSSRAYS（ジュリエッタ・ジュリス）
- Fate/Grand Order（2019年 - 2020年、エウロペ）

2020年
- 神田川JET GIRLS（万条あくあ）
- 放置少女（潘鳳、馬謖、松永久秀）
- ドールズフロントライン（PA-15、ADS）
- 八男って、それはないでしょう!〜もう一人の転生者〜（ヴィルマ）
- ワールドフリッパー（ペコリーヌ）
- De:Lithe 〜忘却の真王と盟約の天使〜（シオン）
- セブンズストーリー（ペコリーヌ）
- KAMEN RIDER memory of heroez（クレイドール・ドーパント）
- グランドサマナーズ（シオン）

2021年
- ぷよぷよテトリス2（ラフィソル）
- 逆転オセロニア（好酸球）
- 妖怪三国志 国盗りウォーズ（好酸球）
- 白夜極光（ルイス）
- モンスターハンターストーリーズ2 〜破滅の翼〜（ナビルー）
- 彼女、お借りします ヒロインオールスターズ（アイリス）
- BLAZBLUE ALTERNATIVE DARKWAR（ナルメア）
- 転生したらスライムだった件 魔王と竜の建国譚（シオン）
- 乙女ゲームの破滅フラグしかない悪役令嬢に転生してしまった… 〜波乱を呼ぶ海賊〜（ニコル・アスカルト〈幼少期〉）

2022年
- アイドルマスター ポップリンクス（鷺沢文香）
- ドラゴンクエストX 天星の英雄たち オンライン（ウルタ皇女）
- ひぐらしのなく頃に 命（黒沢千雨）
- プリコネ！グランドマスターズ（ペコリーヌ）
- ファイアーエムブレム ヒーローズ（レティシア）
- ゼノブレイド3（アシェラ）
- SDガンダム バトルアライアンス（ジュリエッタ・ジュリス）
- たとえばラストダンジョン前の村の少年が序盤の街で暮らすような物語～ドタバタ英雄譚～（コリン）
- 機動戦士ガンダム 鉄血のオルフェンズG（ジュリエッタ・ジュリス）
- 勝利の女神:NIKKE（スノーホワイト）
- ニューラルクラウド（フローレンス）

2023年
- サクライグノラムス（焔）
- モンスターストライク（2023年 - 2025年、シオン、アイリス、まゆら）
- 404 GAME RE:SET -エラーゲームリセット-（ゼビウス）
- アサルトリリィ Last Bullet（倉又雪陽）
- スーパーロボット大戦DD（白羽由希奈）
- 女神楽園 ガーデス・パラダイス（ヴリトラ、アマテラス）
- ネバーアフター～逆転メルヘン～（白雪姫・マーガレット）
- トワツガイ（アリス）
- 無期迷途（コクリコ）

2024年
- ドラゴンクエストX 未来への扉とまどろみの少女 オンライン（ウルタ皇女）
- 妖怪ウォッチ ぷにぷに（シオン）
- 転生したらスライムだった件 テンペストストーリーズ（シオン）
- レゾナンス:無限号列車（バーリンティ）

2025年
- 原神（ヴァレサ）
- 魔法少女まどか☆マギカ Magia Exedra（常盤ななか）

時期未定
- ゲートオブリベリオン
- ソングオブアンリーシュ（佐倉彩菜）

### ドラマCD
2011年
- 海賊戦隊ゴーカイジャー オリジナルアルバム お宝サウンドボックス1 - 3（ルカ・ミルフィ / ゴーカイイエロー）※市道真央名義

2013年
- 魔女っ子みなみくんの事情（リリーメイデン）

2014年
- アイドルマスター シンデレラガールズ シリーズ（鷺沢文香）

2015年
- がっこうぐらし! 特製ドラマCD 夏休み編　ひとときの休日（若狭悠里）　※コミックマーケット88限定
- 紫電改のマキ（羽衣マキ） ※『チャンピオンRED』6月号特別付録
- セガ・ハード・ガールズ ドラマCD「アイドルオーディション」（ドリームキャスト）
- 千年戦争アイギス 月下の花嫁（アンナ）※小説第4巻 ドラマCD付き特装版

2016年
- グランブルー ファンタジー ナルメア 抱き枕カバー付属シチュエーションCD「一緒に寝よう？」（ナルメア）
- TVアニメ「ファンタシースターオンライン2 ジ アニメーション」ドラマCD 〜清雅祭2027成功への道!〜（鈴来アイカ）
- 出番ですよ! カグヤさま（総社桃花）※小説第2巻ドラマCD付き限定特装版
- ドラマCD りりくるVol.7「輝く!? スターの条件!」（仁篠珠季）※初回限定版封入
- Z/X -Zillions of enemy X- NF DramaCD (7)「ぶらり湯けむり温泉紀行」(フィエリテ)

2017年
- 宇宙戦隊キュウレンジャー サウンドスター2 ソングコレクション スーパースペースヒットチャンネル!（ラプター283 / ワシピンク）
- プリンセスコネクト！Re:Dive PRICONNE CHARACTER SONG（2017年 - 2020年、ペコリーヌ） - 第1弾・第2弾・第15弾

### ラジオドラマ
- イロドリミドリ（2015年、箱部なる）
- 「紅魔闘伝」L-boom公式ラジオ（2018年、火影）

### 吹き替え

#### 担当女優
マディソン・アイズマン
- ジュマンジシリーズ（ベサニー・ウォーカー）
  - ジュマンジ/ウェルカム・トゥ・ジャングル（2018年）
  - ジュマンジ/ネクスト・レベル（2019年）

- グースバンプス 呪われたハロウィーン（2019年、サラ・クイン）

#### 映画
- スウィート17モンスター（2017年、クリスタ〈ヘイリー・ルー・リチャードソン〉）
- フェノミナ（2020年、ジェニファー〈ジェニファー・コネリー〉[389]）

#### ドラマ
- このエリアのクレイジーX（2021年、イ・ミンギョン〈オ・ヨンソ〉）
- スター・ウォーズ:アコライト（2024年、ジェキ〈ダフネ・キーン〉[390]）

#### アニメ
- 凹凸世界（2019年、ブラック[391]）

### デジタルコミック
- 失恋ショコラティエ（2015年、高橋紗絵子[392]）
- きみにあいを!（2019年、静鈴子[393]）
- 占い師の悩み事（2020年、占内晶子[394]）
- ケイヤクシマイ（2022年、早藤香沙音[395]）
- 夢見るメイドのティータイム（2023年、店長[396]）

### オーディオドラマ
2015年
- 勇者様のお師匠様（レティ） ※小説第3巻特典サウンドドラマ

2018年
- 問題児シリーズオーディオドラマ「トラブル・ファイル」（金糸雀）※小説『ラストエンブリオ』第5巻特典オーディオドラマ

2019年
- 最強の鑑定士って誰のこと?〜満腹ごはんで異世界生活〜（レレイ）※小説第6巻特典オーディオドラマ
- 第5護衛隊群かく戦えり -女子部-（映画『空母いぶき』より）（新波歳也 ）

2020年
- マジカル★エクスプローラー エロゲの友人キャラに転生したけど、ゲーム知識使って自由に生きる（ななみ）※小説第2巻特典オーディオドラマ
- 近所のななこさん シチュエーションドラマ（菜々子）

2022年
- 異世界から聖女が来るようなので、邪魔者は消えようと思います（フェリシア・エマーレンス）

### ラジオ
※はインターネット配信。
市道真央名義
- WOTA倶楽部（2012年 - 2013年、FM FUJI）
- 沈黙の金曜日（2013年 - 2014年、FM FUJI）

M・A・O名義
- おしゃべりやってま〜す第6放送（2012年 - 2013年、K'z Station※）
- a-FANFAN15（2014年、USEN※）
- ラジオ 極黒のブリュンヒルデ カズミと小鳥の「いちばん星み〜つけた!」（2014年、HiBiKi Radio Station※）
- a-FANFAN16（2014年 - 2015年、USEN※）
- ラジオでツインテールになります!「ラジツイ!」（2014年 - 2015年、音泉※）
- 24時半ラジオ!愛は天地を救う!?（2014年 - 2015年、超!A&G+※・音泉※）
- セハガールのハードなSEGA情報RADIO「セハラジ」（2014年、超!A&G+※）
- EXIT TUNES PRESENTS ラジオ半熟少女（2014年 - 2015年、HiBiKi Radio Station※）
- アイドルクロニクル 〜ちゃけずにラジオがんばります〜（2015年、音泉※）
- M・A・Oの顔文字じゃないよ、名前だよ!（2015年 - 2017年、スマホでUSEN※）
- 実は私はらじお（2015年、ラジオ大阪・HiBiKi Radio Station※）
- わかば*ラジオ（2015年、dアニメストア※）
- 音泉幼精ハコネちゃんラジオ♪（2015年、音泉※）
- ハンドレッドRADIO 100MHz（2016年、音泉※）
- ニューギングループ Presents M・A・Oと鈴木 〜傾いて候〜（2016年 - 2017年、文化放送）
- らじお ツインエンジェルBREAK（2017年、音泉※）
- プリコネチャンネルRe:Dive（2017年 - 、HiBiKi Radio Station※）
- サイボーグ009VSデビルマンVSラジオ（2017年、文化放送・超!A&G+※）

### ラジオCD
- カズミと小鳥の「いちばん星み〜つけた!」ラジオCD  vol.1 - 2（2014年 - 2015年）
- ラジオCD ザ☆ズヴィズダーアワーDJCD 悪の秘密結社ズヴィズダー 社員旅行編（2014年）ゲスト
- ラジオCD EXIT TUNES PRESENTS ラジオ半熟少女（2015年）
- ラジオCDで、ツインテールになります。 〜シリーズ1 - 2〜（2015年）
- ラジオCD「蒼きラジオのアルペジオ改」Vol.1 - 2（2015年）ゲスト
- ラジオCD「アイドルクロニクル〜ちゃけずにラジオがんばります〜」Vol.1（2015年）
- ラジオCD「こちらGSH 学園・生活部・放送局」Vol.1 - 2（2015年）ゲスト
- ラジオCD「ハンドレッドRADIO 100MHz」Vol.1（2016年）

### テレビ番組
※はインターネット配信。
市道真央名義
- サキよみ ジャンBANG!（2010年8月 - 2014年3月、テレビ東京系）インフォマーシャル・コーナー
- めざましテレビ（2012年4月 - 6月、フジテレビ系）「イマドキ」レギュラー（木曜日担当）
- スーパーヒーローMAX2012 （2012年8月、東映チャンネル・ファミリー劇場・テレ朝チャンネル）ナビゲーター
- ピンスポ！ 市道真央＆小池唯インタビュー（2012年8月、東映チャンネル）
- MANPA（2013年10月 - 2014年9月、読売テレビ）6代目MANPAちゃんガール → MANPAちゃんガール1号（2014年1月から）
- MANPAちゃんG（2014年7月 - 2014年9月、TOKYO MX）MANPAちゃんガール1号
- スーパーヒーローMAX2014 （2014年8月、東映チャンネル・ファミリー劇場・テレ朝チャンネル）

M・A・O名義
- TVアニメ「Z/X IGNITION」ニコ生おーばーどらいぶ!（2013年10月 - 2014年4月、ニコニコ生放送※）
- あにむす!（2014年1月16日 - 2月27日、2014年8月21日・8月28日、2015年2月5日・2016年2月25日、テレビ東京）
- アニメマシテ（2014年6月2日・6月9日、2015年7月6日・2016年2月22日、テレビ東京）MC
- niconico×ファミ通App「ドラゴンポーカー」ドラポ部（2014年7月29日・8月26日・9月30日、ニコニコ生放送※）
- ニコ生でツインテールになります!「生ツイ!」（2014年9月 - 2015年1月、ニコニコ生放送※）
- みんなが語るアニメ話「これスキ!なんかイモみたい!!」（2014年10月、YouTube※）
- 「愛・天地無用！」放送開始記念！　順愛学園生徒会円卓会議（2014年10月14日、ニコニコ生放送※）
- 「アイドルクロニクル」公式生放送（2014年11月 - 2015年9月11日、ニコニコ生放送※）
- Club AT-X すずまお荘（2015年4月 - 、AT-X）MC
- 一夜づけ（2015年6月29日・6月30日、2016年5月22日 - 5月25日、テレビ東京）
- スキイモ 〜アニメがみたくなる呪文〜（2015年4月 - 2017年2月、YouTube〈制作・TBS〉※）
- ココロに、さされ!アクワイア情報局 Vol.1、2（2015年4月19日、2015年6月18日 ニコニコ生放送※）
- 「よるのないくに」ニコニコ生放送!第1夜〜第4夜（2015年6月1日 - 2015年8月26日、ニコニコ生放送※）
- TVアニメ「クロムクロ」ニコニコ生放送〜推して参る！〜（2016年2月8日 - 2016年10月28日、ニコニコ生放送※）
- ハンドレッドLIVE 100MHz（2016年2月22日 - 2016年6月14日、ニコニコ生放送※）
- フリフラチャンネル（2016年9月、YouTube※）
- ミスマガTV（2019年7月23日 - 12月24日、YouTube・ミスマガTVチャンネル） - ナレーション
- 宇宙少女漂流記（2021年1月1日 - 2021年12月31日、YouTube※） - チェルシー1008

### テレビドラマ
- スーパー戦隊シリーズ
  - 海賊戦隊ゴーカイジャー（2011年2月 - 2012年2月、テレビ朝日） - ルカ・ミルフィ / ゴーカイイエロー 役
  - 動物戦隊ジュウオウジャー 第28・29話（2016年9月、テレビ朝日） - ルカ・ミルフィ / ゴーカイイエロー 役[414]
  - 宇宙戦隊キュウレンジャー（2017年2月 - 2018年2月、テレビ朝日） - ラプター283 / ワシピンクの声 役[415]
  - 4週連続スペシャル スーパー戦隊最強バトル!!（2019年2月 - 3月、テレビ朝日） - ルカ・ミルフィ / ゴーカイイエロー 役[416]
  - 騎士竜戦隊リュウソウジャー（2019年9月 - 2020年3月、テレビ朝日） - チビガルーの声 役[417]
- 実在性ミリオンアーサー（2014年10月 - 2015年3月、独立局） - ユリエンス 役[418][419]
- 3人の若い女（ドラマパート）（2017年12月 - 2018年1月、全2回、AT-X） - 五所ヶ原豊 役[87]
- 漫画として現れるであろうあらゆる恋のためのプロレゴメナ（2019年10月1日、BSフジ） - 白銀珠美 役[420]
- 仮面ライダーゼロワン（2020年6月 - 8月、テレビ朝日） - アイちゃんの声 役[421]
- ウルトラマントリガー NEW GENERATION TIGA（2021年7月 - 2022年1月、テレビ東京） - メトロン星人マルゥルの声 役[422]
- ウルトラマン クロニクルD（2022年1月 - 6月、テレビ東京） - メトロン星人マルゥルの声[423]
- ウルトラマンデッカー（2022年8月 - 2023年1月、テレビ東京） - メトロン星人マルゥルの声

### 実写映画
- スーパー戦隊シリーズ
  - 天装戦隊ゴセイジャーVSシンケンジャー エピックon銀幕（2011年1月22日） - ゴーカイイエローの声 役
  - ゴーカイジャー ゴセイジャー スーパー戦隊199ヒーロー大決戦（2011年6月11日） - ルカ・ミルフィ / ゴーカイイエロー 役
  - 海賊戦隊ゴーカイジャー THE MOVIE 空飛ぶ幽霊船 （2011年8月6日） - ルカ・ミルフィ / ゴーカイイエロー  役
  - 海賊戦隊ゴーカイジャーVS宇宙刑事ギャバン THE MOVIE （2012年1月21日） - ルカ・ミルフィ / ゴーカイイエロー  役
  - 仮面ライダー×スーパー戦隊 スーパーヒーロー大戦（2012年4月21日） - ルカ・ミルフィ / ゴーカイイエロー、ゲキイエローの声 役
  - 特命戦隊ゴーバスターズVS海賊戦隊ゴーカイジャー THE MOVIE（2013年1月19日） - ルカ・ミルフィ / ゴーカイイエロー 役
  - 烈車戦隊トッキュウジャー THE MOVIE ギャラクシーラインSOS（2014年7月19日） - パス子の声 役[424]
  - 仮面ライダー×スーパー戦隊 超スーパーヒーロー大戦（2017年3月25日） - ラプター283 / ワシピンクの声 役[425]
  - 宇宙戦隊キュウレンジャー THE MOVIE ゲース・インダベーの逆襲（2017年8月5日） - ラプター283 / ワシピンクの声 役
  - 劇場版 騎士竜戦隊リュウソウジャーVSルパンレンジャーVSパトレンジャー（2020年2月8日） - チビガルーの声 役
  - セイバー+ゼンカイジャー スーパーヒーロー戦記（2021年7月22日） - ラプター283の声 役[426]
- こちら葛飾区亀有公園前派出所 THE MOVIE 〜勝どき橋を封鎖せよ!〜（2011年8月6日） - パン屋 役
- ふみだい食堂（2013年7月13日） - 玉恵 役
- 009ノ1 THE END OF THE BEGINNING（2013年9月7日） - シェリン 役[427]
- ヌイグルマーZ（2014年1月25日） - 鮎川響子 役
- 白魔女学園 オワリトハジマリ（2015年6月13日） - 早川蘭 役
- ウルトラマントリガー エピソードZ（2022年3月18日） - メトロン星人マルゥルの声

### オリジナルビデオ
- ブラック・エンジェルズ（2011年4月27日） - 美保 役
- スーパー戦隊シリーズ
  - 宇宙戦隊キュウレンジャーVSスペース・スクワッド（2018年8月8日） - ラプター283 / ワシピンクの声[428]、ルカ・ミルフィ 役
  - ルパンレンジャーVSパトレンジャーVSキュウレンジャー（2019年8月21日） - ラプター283 / ワシピンクの声 役
  - テン・ゴーカイジャー（2022年3月9日） - ルカ・ミルフィ / ゴーカイイエロー 役[429]

### ネットムービー
- みいことベル（2015年8月11日） - みいこ、ベル（声） 役[注 2]
- from Episode of スティンガー 宇宙戦隊キュウレンジャー ハイスクールウォーズ（2017年） - ラプター283（声） 役
- ナースデッセイ開発秘話〜特務3課奮闘記〜（2021年7月10日 - 2022年1月22日） - メトロン星人マルゥルの声
- GUTS-SELECT交流記 〜帰ってきた特務3課〜（2022年10月1日 - 2023年2月4日） - メトロン星人マルゥルの声

### ASMR
- いやでんっ!（2020年 - 2021年、昴）
- しょにおや!～いっしょにおやすみプロジェクト～（2020年 - 2021年、日向癒衣）

### 朗読
- 絵かきのボッセの巻（2015年）[431]

### 舞台
- DANCE×THEATER エンジェルハート〜羽ばたける者たちへ〜（2010年10月2日） - 友里 役
- 逆境ナイン（2012年6月2日 - 10日） - 月田明子 役
- 殿といっしょ（2012年11月21日 - 29日） - 森蘭丸 役
- しっぽのなかまたち（2012年12月18日 - 26日） - のぞみ、小春 役
  - しっぽのなかまたち2（2013年4月23日 - 5月5日） - のぞみ、小春、不二子 役
  - しっぽのなかまたち3（2013年11月19日 - 22日・11月26日 - 12月1日） - 安野まどか / プリンセスキャンディー、ココ 役
- 博士と太郎の異常な愛情（2013年7月24日 - 30日） - 乳輪寺ささめ 役
- 詠唱劇「新本格魔法少女りすか」（2021年2月16日） - 水倉りすか 役[432]

### ナレーション
- PIECE 〜記憶の欠片〜（2012年）提供ナレーション
- アニメマシテ（2014年）11月度番組ナレーション
- Lady!? Steady,GO!!（2015年）テレビCMナレーション[433]
- ミリオン・クラウン（2017年）テレビCM、PVナレーション[434]
- しもがめ（2018年）番組ナレーション[435]

### 玩具
- 海賊戦隊ゴーカイジャー モバイレーツ -MEMORIAL EDITION-（2021年12月）
- 海賊戦隊ゴーカイジャー モバイレーツ -MEMORIAL BEST SELECTION-（2025年6月13日）

### その他コンテンツ
M・A・O名義
- DAM★とも『あにそんボーカル』「青い花」 
- プリンセスコネクト!Re:Dive ボイス付きLINEスタンプ（ペコリーヌ）
- キミラノ（柴藤綾乃）
- P競女!!!!!!!!-KEIJO-（宮田さやか）
- TRUE WIRELESS STEREO EARPHONES アニメ『プラチナエンド』モデル（2021年、花籠咲）

## 書籍

### 文庫
市道真央名義
- 海賊戦隊ゴーカイジャー キャラクターブック（2011年8月3日、東京ニュース通信社）
- 海賊戦隊ゴーカイジャー キャラクターブック2『宇宙最大のお宝』（2012年3月7日、東京ニュース通信社）
- 海賊戦隊ゴーカイジャー公式読本 豪快演義 SUPER SENTAI 35th UNIVERSE（2012年4月19日、グライドメディア）

M・A・O名義
- 開門銃の外交官と、竜の国の大使館（2014年12月29日、ファミ通文庫）※帯コメント

### 写真集
市道真央名義
- 遠い渚（2011年6月10日、イーネット・フロンティア）ISBN 978-4-86205-836-2
- Afternoon tea（2012年1月24日、ムービック）ISBN 978-4-89601-824-0

### カレンダー
市道真央名義
- 市道真央 2012年カレンダー（2011年10月12日、ハゴロモ）
- 市道真央 2013年カレンダー（2012年10月17日、ハゴロモ）
- 市道真央 2014年カレンダー（2013年10月23日、ハゴロモ）
- 市道真央 2015年カレンダー（2014年10月29日、ハゴロモ）

### トレーディングカード
市道真央名義
- 市道真央ファーストトレーデングカード「Summer Lounge」（2012年8月10日、サムライム）

### 連載
市道真央名義
- 週刊少年ジャンプ（2010年12月 - 2011年8月、集英社） - 「市道真央の女優亀道」
- 週刊少年ジャンプ（2010年8月 - 2014年6月、集英社） - 「ジャン魂G！」アシスタント

M・A・O名義
- 声優パラダイスR（2014年9月 - 、秋田書店） - 「書を捨て、街に出よ!!」
- 声優パラダイスR（2015年5月11日 - 2016年3月10日、秋田書店） - 「アイクロ盛り上げ隊〜めざせトップアイドル!〜」※五十嵐裕美、遠藤ゆりかと共同
- 電撃PlayStation（2015年7月23日 - 2015年9月10日、KADOKAWA） - 「よるトーク」※五十嵐裕美と共同

### 雑誌
市道真央名義
- 漫画アクション 2012年4号（2012年2月21日、双葉社）- 表紙・巻頭グラビア
- girls! 37号（2012年11月26日、双葉社）- 巻末グラビア

M・A・O名義
- 週刊少年サンデー 2015年7号（2015年1月14日、小学館）- 巻頭グラビア
- 週刊少年サンデーS 2015年8月号（2015年6月25日、小学館）- 表紙・巻頭グラビア
- 週刊少年チャンピオン 2015年32号（2015年7月9日、秋田書店）- 巻頭グラビア
- 声優パラダイスR号外　TVアニメ『実は私は』ヒロインスペシャル（2015年7月22日、秋田書店）

## ディスコグラフィ

### キャラクターソング
| 発売日   | 商品名                                                                                                 | 歌 | 楽曲                                                                             | 備考                                                                                 |
| 2013年   | 2013年                                                                                                 | 2013年 | 2013年                                                                           | 2013年                                                                               |
| -------- | --- | --- | -------------------------------------------------------------------------------- | ------------------------------------------------------------------------------------ |
| 9月18日  | 帰宅部@音楽室♪                                                                                         | 大萩牡丹（相内沙英）、あざらし（M・A・O） | 「花火」                                                                         | テレビアニメ『帰宅部活動記録』エンディングテーマ                                     |
| 12月4日  | デートTIME                                                                                             | ミネラル★ミラクル★ミューズ | 「デートTIME」                                                                   | テレビアニメ『サムライフラメンコ』エンディングテーマ                                 |
| 12月4日  | デートTIME                                                                                             | ミネラル★ミラクル★ミューズ | 「イヌのポリスメン」                                                             | テレビアニメ『サムライフラメンコ』関連曲                                             |
| 2014年   | | |                                                                                  |                                                                                      |
| 3月5日   | 恋玉コレステロール                                                                                     | ミネラル★ミラクル★ミューズ | 「フライト23時」                                                                 | テレビアニメ『サムライフラメンコ』エンディングテーマ                                 |
| 3月5日   | 恋玉コレステロール                                                                                     | ミネラル★ミラクル★ミューズ | 「ラヴ・リザベイション 〜あなたを先行予約〜」 「マカロンDAYS」 「涙星」          | テレビアニメ『サムライフラメンコ』関連曲                                             |
| 4月17日  | - | 萌恵（M・A・O） | 「護ってかまってルンルンルン」                                                   | Webアニメ『土鶸井先輩保護クラブ』オープニングテーマ                                  |
| 4月23日  | 極黒のブリュンヒルデ オリジナル・サウンドトラック                                                      | 黒羽寧子（種田梨沙）、橘佳奈（洲崎綾）、カズミ＝シュリーレンツァウアー（M・A・O）、鷹鳥小鳥（田所あずさ） | 「いちばん星」                                                                   | テレビアニメ『極黒のブリュンヒルデ』エンディングテーマ                               |
| 4月23日  | 極黒のブリュンヒルデ オリジナル・サウンドトラック                                                      | 黒羽寧子（種田梨沙）、橘佳奈（洲崎綾）、カズミ＝シュリーレンツァウアー（M・A・O）、鷹鳥小鳥（田所あずさ） | 「ありのままの幸せ」                                                             | テレビアニメ『極黒のブリュンヒルデ』関連曲                                           |
| 7月23日  | 世界征服〜謀略のズヴィズダー〜 BD・DVD 第5巻特典CD                                                     | 駒鳥蓮華（M・A・O） | 「だってなんでなんて片思い」                                                     | テレビアニメ『世界征服〜謀略のズヴィズダー〜』関連曲                                 |
| 7月30日  | THE IDOLM@STER CINDERELLA MASTER We're the friends!                                                    | THE IDOLM@STER CINDERELLA GIRLS! | 「We're the friends!」                                                           | ゲーム『アイドルマスター シンデレラガールズ』関連曲                                  |
| 7月30日  | 極黒のブリュンヒルデ BD・DVD-BOX 第1巻特典CD                                                           | カズミ＝シュリーレンツァウアー（M・A・O） | 「いちばん星」                                                                   | テレビアニメ『極黒のブリュンヒルデ』関連曲                                           |
| 8月20日  | 半熟少女                                                                                               | 白波海優（M・A・O） | 「シリョクケンサ」                                                               | 『半熟少女』関連曲                                                                   |
| 8月20日  | 半熟少女                                                                                               | 白銀貴子（松井恵理子）、白波海優（M・A・O） | 「十面相」                                                                       | 『半熟少女』関連曲                                                                   |
| 10月22日 | Blooming!!/若い力 -SEGA HARD GIRLS MIX-                                                                | ドリームキャスト（M・A・O）、セガサターン（高橋未奈美）、メガドライブ（井澤詩織）、セガ・マークIII（田中真奈美）、マスターシステム（髙山ゆう子）、ビジュアルメモリ（上坂すみれ） | 「Blooming!!」                                                                   | 『セガ・ハード・ガールズ』イメージソング                                             |
| 12月17日 | Hi☆sCoool! セハガール オリジナル・サウンドトラック                                                     | ドリームキャスト（M・A・O）、セガサターン（高橋未奈美）、メガドライブ（井澤詩織） | 「セハガガガンバッちゃう!!」                                                     | テレビアニメ『Hi☆sCoool! セハガール』オープニングテーマ                              |
| 12月17日 | Hi☆sCoool! セハガール オリジナル・サウンドトラック                                                     | ドリームキャスト（M・A・O）、セガサターン（高橋未奈美）、メガドライブ（井澤詩織） | 「セハガガ行進曲〜マーチ〜」                                                     | テレビアニメ『Hi☆sCoool! セハガール』関連曲                                          |
| 12月17日 | Hi☆sCoool! セハガール オリジナル・サウンドトラック                                                     | ドリームキャスト（M・A・O） | 「きっと、大丈夫です！」                                                         | テレビアニメ『Hi☆sCoool! セハガール』関連曲                                          |
| 12月18日 | DRAGON POKER ORIGINAL SOUNDTRACK II                                                                    | ファータ（五十嵐裕美）、レファ（M・A・O） | 「Cho-co-la romantica」                                                          | ゲーム『ドラゴンポーカー』関連曲                                                     |
| 2015年   | | |                                                                                  |                                                                                      |
| 1月21日  | 愛・天地無用！ BD・DVD 第1巻特典CD                                                                     | ハチ子（優木かな）、沙流葉七（M・A・O）、笛山塔里（深田愛衣） | 「キミのままで！」                                                               | テレビアニメ『愛・天地無用！』エンディングテーマ                                     |
| 2月4日   | THE IDOLM@STER CINDERELLA MASTER 031 鷺沢文香                                                          | 鷺沢文香（M・A・O） | 「Bright Blue」                                                                  | ゲーム『アイドルマスター シンデレラガールズ』関連曲                                  |
| 2月4日   | 半熟少女2                                                                                              | 白波海優（M・A・O） | 「未来線」                                                                       | 『半熟少女』関連曲                                                                   |
| 2月4日   | 半熟少女2                                                                                              | 白波海優（M・A・O）、白銀貴子（松井恵理子） | 「織姫シンドローム」                                                             | 『半熟少女』関連曲                                                                   |
| 3月4日   | アイドルクロニクル ユニットソングシリーズ 第1弾 誓いのビジョン                                         | H.Y.R | 「誓いのビジョン」 「弾けてメリーゴーランド」 「Happy Smile Sunshine」           | ゲーム『アイドルクロニクル』関連曲                                                   |
| 3月4日   | アイドルクロニクル ユニットソングシリーズ 第1弾 誓いのビジョン 〜HINA ver〜                            | 里見陽奈（M・A・O） | 「I will take the chance 〜当たって砕けろ〜」                                    | ゲーム『アイドルクロニクル』関連曲                                                   |
| 3月11日  | まじっく快斗1412キャラクターソング〜Magical Pallet〜                                                   | 黒羽快斗（山口勝平）、中森青子（M・A・O） | 「幼なじみのキョリ」                                                             | テレビアニメ『まじっく快斗1412』関連曲                                               |
| 3月18日  | 愛・天地無用！ BD・DVD 第3巻特典CD                                                                     | 川流もも（東山奈央）、ハチ子（優木かな）、沙流葉七（M・A・O）、笛山塔里（深田愛衣） | 「Best Party」                                                                   | テレビアニメ『愛・天地無用！』エンディングテーマ                                     |
| 3月18日  | 実在性ミリオンアーサー Britain Music VOL.1                                                             | ロット（綾那）、ユリエンス（市道真央）、ブランデゴリス（近藤ゆき） | 「そんなの絶対認めない！」                                                       | テレビドラマ『実在性ミリオンアーサー』劇中歌                                         |
| 3月18日  | 実在性ミリオンアーサー Britain Music VOL.1                                                             | ユリエンス（市道真央） | 「魔法があればメンドクサクナイ」                                                 | テレビドラマ『実在性ミリオンアーサー』劇中歌                                         |
| 4月2日   | 実在性ミリオンアーサー Britain Music VOL.2                                                             | ユリエンス（市道真央） / コーラス：フェイ（井之上史織） | 「必要とされるって悪くねえ」                                                     | テレビドラマ『実在性ミリオンアーサー』劇中歌                                         |
| 4月2日   | 実在性ミリオンアーサー Britain Music VOL.2                                                             | ブリテンオールスターズ | 「ぼくらはブリテンの子供たち」                                                   | テレビドラマ『実在性ミリオンアーサー』劇中歌                                         |
| 5月      | - | 木保優奈（M・A・O） | 「地獄流し」                                                                     | パチスロ『地獄少女 弐』関連曲                                                        |
| 5月10日  | - | カンパネルラ（M・A・O） | 「終止符の約束」                                                                 | ゲーム『ラストピリオド -終わりなき螺旋の物語-』オープニングテーマ                    |
| 5月20日  | ナカヨシ！なんです。…よね？                                                                            | 天海響（木戸衣吹）、井上成美（伊藤美来）、上原佳奈（飯田里穂）、江角京子（M・A・O）、小川真琴（山崎エリイ） | 「ナカヨシ！なんです。…よね？」                                                  | テレビアニメ『レーカン！』関連曲                                                     |
| 5月20日  | ナカヨシ！なんです。…よね？ [天海 盤]                                                                  | 天海響となかまたち | 「それがレーカンだ！」                                                           | テレビアニメ『レーカン！』関連曲                                                     |
| 5月20日  | ナカヨシ！なんです。…よね？ [上原・江角 盤]                                                            | 江角京子（M・A・O） | 「灼髪の救世主」                                                                 | テレビアニメ『レーカン！』関連曲                                                     |
| 7月15日  | レーカン！ BD・DVD第1巻特典CD                                                                          | アホの山田とレーカン！5人娘 | 「あいうえおや」                                                                 | テレビアニメ『レーカン！』関連曲                                                     |
| 7月29日  | ふ・れ・ん・ど・し・た・い                                                                             | 学園生活部 | 「ふ・れ・ん・ど・し・た・い」                                                   | テレビアニメ『がっこうぐらし！』オープニングテーマ                                   |
| 7月29日  | ふ・れ・ん・ど・し・た・い                                                                             | 学園生活部 | 「Grateful Friends」                                                             | テレビアニメ『がっこうぐらし！』関連曲                                               |
| 8月11日  | - | ベル（M・A・O） | 「コノコヘトドケ」                                                               | ショートムービー『みいことベル』主題歌                                               |
| 8月26日  | TVアニメ「がっこうぐらし！」キャラクターソング (2)                                                     | 恵飛須沢胡桃（小澤亜李）、若狭悠里（M・A・O） | 「HERO」                                                                         | テレビアニメ『がっこうぐらし！』関連曲                                               |
| 8月26日  | 初めてガールズ！                                                                                       | 一年藤組 | 「初めてガールズ！」                                                             | テレビアニメ『わかば*ガール』オープニングテーマ                                      |
| 8月28日  | - | 天神シスターズ | 「ノラガミ音頭」                                                                 | 『夜ト祭り』テーマソング                                                             |
| 9月9日   | 実は私は キャラクターソング vol.3                                                                      | 紅本茜（M・A・O）、紅本明里（新田恵海） | 「サタニックサーファー」                                                         | テレビアニメ『実は私は』関連曲                                                       |
| 9月9日   | 実は私は キャラクターソング vol.3                                                                      | 紅本茜（M・A・O） | 「世界制服チョコレート計画」                                                     | テレビアニメ『実は私は』関連曲                                                       |
| 9月16日  | 「蒼き鋼のアルペジオ -アルス・ノヴァ-」“Blue Field”キャラクターSongs Vol.2                             | 霧の生徒会 | 「Will Fade Away」                                                               | テレビアニメ『蒼き鋼のアルペジオ -アルス・ノヴァ-』関連曲                            |
| 9月16日  | レーカン！ BD・DVD第3巻特典CD                                                                          | オールスターキャスト | 「カラフルストーリー」                                                           | テレビアニメ『レーカン！』関連曲                                                     |
| 9月26日  | TVアニメ「がっこうぐらし！」キャラクターソング (3)                                                     | 若狭悠里（M・A・O）、丈槍由紀（水瀬いのり） | 「Yummy Yappy Recipe」                                                           | テレビアニメ『がっこうぐらし！』関連曲                                               |
| 9月26日  | TVアニメ「がっこうぐらし！」キャラクターソング (3)                                                     | 若狭悠里（M・A・O） | 「SWEET VIOLET」                                                                 | テレビアニメ『がっこうぐらし！』関連曲                                               |
| 10月1日  | よるのないくに オフィシャルサウンドトラック                                                            | アーナス（M・A・O） | 「Regret」                                                                       | ゲーム『よるのないくに』エンディングテーマ                                           |
| 10月1日  | よるのないくに オフィシャルサウンドトラック                                                            | アーナス（M・A・O）、リュリーティス（五十嵐裕美） | 「Eve」                                                                          | ゲーム『よるのないくに』エンディングテーマ                                           |
| 10月28日 | TVアニメ「がっこうぐらし！」キャラクターソングアルバム                                                 | 直樹美紀（高橋李依）、若狭悠里（M・A・O） | 「乙女の成分」                                                                   | テレビアニメ『がっこうぐらし！』関連曲                                               |
| 10月28日 | TVアニメ「がっこうぐらし！」キャラクターソングアルバム                                                 | 学園生活部 | 「卒業あるばむ」                                                                 | テレビアニメ『がっこうぐらし！』関連曲                                               |
| 11月25日 | TVアニメ「緋弾のアリアAA」キャラクターソング集                                                         | 火野ライカ（M・A・O） | 「約束の場所」                                                                   | テレビアニメ『緋弾のアリアAA』関連曲                                                 |
| 12月24日 | 魔女こいにっき Dragon×Caravan 予約購入特典ボーカルソングCD                                             | 真田甘楽（M・A・O） | 「あの場所へ」                                                                   | ゲーム『魔女こいにっき Dragon×Caravan』オープニングテーマ                            |
| 12月29日 | CHUNITHM オリジナルサウンドトラック Change Our MIRAI!                                                  | イロドリミドリ | 「Change Our MIRAI!」                                                            | ゲーム『チュウニズム』関連曲                                                         |
| 2016年   | | |                                                                                  |                                                                                      |
| 1月27日  | 「がっこうぐらし！」BD・DVD 第5巻 オリジナルサウンドトラックCD vol.3                                   | 若狭悠里（M・A・O） | 「ふ・れ・ん・ど・し・た・い」                                                   | テレビアニメ『がっこうぐらし！』関連曲                                               |
| 1月27日  | 「がっこうぐらし！」BD・DVD 第5巻 オリジナルサウンドトラックCD vol.3                                   | 学園生活部 | 「仰げば尊し」                                                                   | テレビアニメ『がっこうぐらし！』関連曲                                               |
| 1月27日  | 緋弾のアリアAA BD・DVD 第2巻 Bullet.2 特典キャラクターソングCD2                                        | 火野ライカ（M・A・O）、島麒麟（悠木碧） | 「Orion」                                                                        | テレビアニメ『緋弾のアリアAA』関連曲                                                 |
| 2月20日  | CHUNITHM オリジナルサウンドトラック 無敵We are one!!                                                   | イロドリミドリ | 「無敵We are one!!」                                                             | ゲーム『チュウニズム』関連曲                                                         |
| 2月29日  | オメガラビリンス ソングコレクション♪                                                                   | 蒼社紗衣里（M・A・O） | 「蒼きペルソナ」                                                                 | ゲーム『オメガラビリンス』関連曲                                                     |
| 4月28日  | りりくる Rainbow Stage!!! 初回限定版特典 主題歌&エンディングCD                                         | 桜庭遊乃（木村珠莉）、仁篠珠季（M・A・O）、高月紗恵香（照井春佳） | 「カラフル・ハート・ライン」                                                     | ゲーム『りりくる Rainbow Stage!!!』オープニングテーマ                                |
| 4月28日  | りりくる Rainbow Stage!!! 初回限定版特典 主題歌&エンディングCD                                         | 桜庭遊乃（木村珠莉）、仁篠珠季（M・A・O）、高月紗恵香（照井春佳） | 「true heart essence」                                                           | ゲーム『りりくる Rainbow Stage!!!』エンディングテーマ                                |
| 4月28日  | りりくる Rainbow Stage!!! 初回限定版特典 主題歌&エンディングCD                                         | 桜庭遊乃（木村珠莉）、仁篠珠季（M・A・O） | 「true heart essence」                                                           | ゲーム『りりくる Rainbow Stage!!!』関連曲                                            |
| 4月28日  | りりくる Rainbow Stage!!! 初回限定版特典 主題歌&エンディングCD                                         | 仁篠珠季（M・A・O）、高月紗恵香（照井春佳） | 「true heart essence」                                                           | ゲーム『りりくる Rainbow Stage!!!』関連曲                                            |
| 5月3日   | 魔法少女オーバーエイジ きゃにめ限定版付属CD                                                            | 小宮ももか（M・A・O）、児玉あおい（松井恵理子） | 「lumiere」                                                                      | ライトノベル『魔法少女オーバーエイジ』関連曲                                         |
| 5月8日   | Help me, あーりん！/なるとなぎのパーフェクトロックンロール教室                                         | 箱部なる（M・A・O）、小仏凪（佐倉薫） | 「なるとなぎのパーフェクトロックンロール教室」                                   | ゲーム『チュウニズム』関連曲                                                         |
| 6月22日  | TABOOLESS                                                                                              | クレア・ハーヴェイ（M・A・O）、リディ・スタインバーグ（衣川里佳）、エリカ・キャンドル（牧野由依） | 「TABOOLESS」                                                                    | テレビアニメ『ハンドレッド』エンディングテーマ                                       |
| 6月29日  | THE IDOLM@STER CINDERELLA MASTER Cool Jewelries! 003                                                   | 鷺沢文香（M・A・O）、速水奏（飯田友子）、橘ありす（佐藤亜美菜）、塩見周子（ルゥティン）、二宮飛鳥（青木志貴） | 「咲いてJewel」 「Near to You」                                                  | ゲーム『アイドルマスター シンデレラガールズ』関連曲                                  |
| 6月29日  | THE IDOLM@STER CINDERELLA MASTER Cool Jewelries! 003                                                   | 鷺沢文香（M・A・O） | 「大きな古時計」                                                                 | ゲーム『アイドルマスター シンデレラガールズ』関連曲                                  |
| 7月6日   | TVアニメ「ファンタシースターオンライン2 ジ アニメーション」キャラクターソングCD                        | 鈴来アイカ（M・A・O） | 「auditor pride」                                                                | テレビアニメ『ファンタシースターオンライン2 ジ アニメーション』関連曲                |
| 7月6日   | 十年先へ、すすめ！                                                                                     | ドリームキャスト（M・A・O）、セガサターン（高橋未奈美） | 「十年先へ、すすめ！」                                                           | 『セガ・ハード・ガールズ』関連曲                                                     |
| 7月27日  | THE IDOLM@STER CINDERELLA GIRLS STARLIGHT MASTER 04 生存本能ヴァルキュリア                             | 新田美波（洲崎綾）、高森藍子（金子有希）、鷺沢文香（M・A・O）、橘ありす（佐藤亜美菜）、相葉夕美（木村珠莉） | 「生存本能ヴァルキュリア（M@STER VERSION）」                                     | ゲーム『アイドルマスター シンデレラガールズ スターライトステージ』関連曲             |
| 8月12日  | CHUNITHM オリジナルサウンドトラック 単位                                                               | 箱部なる（M・A・O） | 「DETARAME ROCK&ROLL THEORY」                                                    | ゲーム『チュウニズム』関連曲                                                         |
| 8月12日  | クロムクロ きときとガールズセット                                                                      | きときとガールズ | 「これからも一緒だね」                                                           | テレビアニメ『クロムクロ』関連曲                                                     |
| 8月17日  | レアドロ☆KOI☆こい！ワンモア！                                                                          | 泉澄リナ（諏訪彩花）、鈴来アイカ（M・A・O） | 「レアドロ☆KOI☆こい！ワンモア！」                                                | テレビアニメ『ファンタシースターオンライン2 ジ アニメーション』エンディングテーマ    |
| 9月28日  | ハンドレッドバトルソングシリーズ02                                                                     | エミリア（大久保瑠美）、クレア（M・A・O） | 「共振のアリセイダ」                                                             | テレビアニメ『ハンドレッド』関連曲                                                   |
| 10月19日 | Fantas/HIP Girlfriends!                                                                                | 神無のぞみ（Lynn）、宮田さやか（M・A・O）、青葉風音（本渡楓）、豊口のん（大西沙織） | 「Fantas/HIP Girlfriends!」                                                      | テレビアニメ『競女!!!!!!!!』エンディングテーマ                                       |
| 10月19日 | Fantas/HIP Girlfriends!                                                                                | 宮田さやか（M・A・O） | 「throw」 「Fantas/HIP Girlfriends!」                                            | テレビアニメ『競女!!!!!!!!』関連曲                                                   |
| 11月9日  | FLIP FLAP FLIP FLAP                                                                                    | TO-MAS feat. パピカ（M・A・O）、ココナ（高橋未奈美） | 「OVER THE RAINBOW」                                                             | テレビアニメ『フリップフラッパーズ』関連曲                                           |
| 11月21日 | - | 坂田千明（M・A・O） | 「くまーめいどの歌」                                                             | Webアニメ『中古ビデオ屋の女店員 X』エンディングテーマ                                |
| 12月21日 | クロムクロOST2 KUROMUKURO SPCD                                                                         | 白羽由希奈（M・A・O） | 「これからも一緒だね」                                                           | テレビアニメ『クロムクロ』関連曲                                                     |
| 12月23日 | CHUNITHM オリジナルサウンドトラック ドキドキDREAM!!!                                                   | イロドリミドリ | 「ドキドキDREAM!!!」                                                             | ゲーム『チュウニズム』関連曲                                                         |
| 2017年   | | |                                                                                  |                                                                                      |
| 1月12日  | イロドリミドリ チュウニズムカバーアルバム GO!GO!チュウニズム♥                                          | イロドリミドリ | 「GO!GO!ラブリズム♥ 〜あーりん書類審査通過記念Ver.〜」                           | ゲーム『チュウニズム』関連曲                                                         |
| 1月12日  | イロドリミドリ チュウニズムカバーアルバム GO!GO!チュウニズム♥                                          | 箱部なる（M・A・O）、明坂芹菜（新田恵海） | 「The wheel to the Night 〜インド人が夢に!?〜」                                  | ゲーム『チュウニズム』関連曲                                                         |
| 2月8日   | 春待ちクローバー                                                                                       | 花坂結衣（M・A・O） | 「春待ちクローバー」                                                             | テレビアニメ『One Room』オープニングテーマ                                           |
| 2月8日   | 春待ちクローバー                                                                                       | 花坂結衣（M・A・O） | 「春待ちクローバー -blooming mix-」                                              | テレビアニメ『One Room』関連曲                                                       |
| 2月8日   | THE IDOLM@STER CINDERELLA MASTER EVERMORE                                                              | 相葉夕美（木村珠莉）、五十嵐響子（種﨑敦美）、市原仁奈（久野美咲）、一ノ瀬志希（藍原ことみ）、大槻唯（山下七海）、片桐早苗（和氣あず未）、鷺沢文香（M・A・O）、櫻井桃華（照井春佳）、塩見周子（ルゥティン）、橘ありす（佐藤亜美菜）、中野有香（下地紫野）、二宮飛鳥（青木志貴）、速水奏（飯田友子）、姫川友紀（杜野まこ）、宮本フレデリカ（髙野麻美） | 「Near to You」                                                                  | ゲーム『アイドルマスター シンデレラガールズ』関連曲                                  |
| 2月9日   | - | 箱部なる（M・A・O） | 「猫祭り」                                                                       | ゲーム『チュウニズム』関連曲                                                         |
| 2月22日  | アイドルデスゲームTV 〜ドリーム☆ソングス〜                                                             | 諫早れん（M・A・O） | 「Merry Go Round」 「ポジティブ☆絶対値 〜諫早れんソロVer.〜」                    | ゲーム『アイドルデスゲームTV』関連曲                                                 |
| 2月22日  | アイドルデスゲームTV 〜ドリーム☆ソングス〜                                                             | 茅ヶ崎千春（上間江望）、蒲田真理子（浅倉杏美）、筑波しらせ（久保ユリカ）、天王寺彩夏（芹澤優）、烏丸理都（西明日香）、諫早れん（M・A・O）、旭川姫（立花理香） | 「ポジティブ☆絶対値」                                                            | ゲーム『アイドルデスゲームTV』関連曲                                                 |
| 3月29日  | デジモンアドベンチャー tri. キャラクターソング「選ばれし子どもたち編」                                 | 八神ヒカリ（M・A・O） | 「Ring」                                                                         | OVA『デジモンアドベンチャー tri.』関連曲                                             |
| 4月19日  | ガールフレンド（仮） キャラクターソングシリーズ Vol.04                                                 | チーム Merry Xmas! | 「オリジナル☆クリスマス♪」                                                       | ゲーム『ガールフレンド（♪）』関連曲                                                  |
| 4月19日  | ガールフレンド（仮） キャラクターソングシリーズ Vol.04                                                 | スカーレット・カメリア | 「嵯峨椿トライアングル」                                                         | ゲーム『ガールフレンド（♪）』関連曲                                                  |
| 5月10日  | あ・え・い・う・え・お・あお!!                                                                         | 劇団ひととせ | 「あ・え・い・う・え・お・あお!!」                                               | テレビアニメ『ひなこのーと』オープニングテーマ                                       |
| 5月10日  | あ・え・い・う・え・お・あお!!                                                                         | 桜木ひな子（M・A・O）、夏川くいな（富田美憂） | 「一緒に帰ろう」                                                                 | テレビアニメ『ひなこのーと』関連曲                                                   |
| 5月10日  | かーてんこーる!!!!!                                                                                    | 劇団ひととせ | 「かーてんこーる!!!!!」                                                          | テレビアニメ『ひなこのーと』エンディングテーマ                                       |
| 5月13日  | THE IDOLM@STER CINDERELLA GIRLS 5thLIVE TOUR Serendipity Parade!!! 宮城・石川・大阪 会場オリジナルCD   | 鷺沢文香（M・A・O） | 「生存本能ヴァルキュリア（M@STER VERSION）」                                     | ゲーム『アイドルマスター シンデレラガールズ スターライトステージ』関連曲             |
| 6月28日  | TVアニメ「ファンタシースターオンライン2 ジ アニメーション」キャラクターソングCD Vol.2                  | 鈴来アイカ（M・A・O） | 「日溜まり〜窓辺の小鳥〜」                                                       | テレビアニメ『ファンタシースターオンライン2 ジ アニメーション』関連曲                |
| 6月28日  | TVアニメ「ファンタシースターオンライン2 ジ アニメーション」キャラクターソングCD Vol.2                  | 橘イツキ（蒼井翔太）、泉澄リナ（諏訪彩花）、鈴来アイカ（M・A・O） | 「終わりなき物語（Sunny ver.）」                                                 | テレビアニメ『ファンタシースターオンライン2 ジ アニメーション』関連曲                |
| 7月26日  | 正解するカド BD BOX 1 / DVD BOX 1 特典CD                                                               | 徭沙羅花（M・A・O） | 「旅詩」                                                                         | テレビアニメ『正解するカド』オープニングテーマ                                       |
| 7月26日  | ひなこのーと 第1巻 録り下ろしキャラクターソングCD                                                      | 桜木ひな子（M・A・O） | 「Precious Memories」 「あ・え・い・う・え・お・あお!!」 「かーてんこーる!!!!!」 | テレビアニメ『ひなこのーと』関連曲                                                   |
| 8月2日   | 情熱☆フルーツ                                                                                          | トキメキ感謝祭 | 「情熱☆フルーツ」                                                                | テレビアニメ『アクションヒロイン チアフルーツ』オープニングテーマ                    |
| 8月2日   | 情熱☆フルーツ                                                                                          | 黒酒路子（村川梨衣）、城ヶ根御前（M・A・O）、赤来杏（伊藤美来） | 「陽の当たる場所（Roko Main Version）」                                          | テレビアニメ『アクションヒロイン チアフルーツ』エンディングテーマ                    |
| 8月2日   | Twin Angel Song Selection『Jewelry』                                                                   | ave;new feat. 天月めぐる（M・A・O）、如月すみれ（茅野愛衣） | 「Descent」                                                                      | パチスロ『ツインエンジェルBREAK』関連曲                                              |
| 8月2日   | Twin Angel Song Selection『Jewelry』                                                                   | 天月めぐる（M・A・O） | 「めぐるGO!GO!GO!」                                                              | パチスロ『ツインエンジェルBREAK』関連曲                                              |
| 8月2日   | Twin Angel Song Selection『Jewelry』                                                                   | あべにゅうぷろじぇくと feat. 天月めぐる（M・A・O）、如月すみれ（茅野愛衣） | 「ラブって♡ジュエリー♪えんじぇる☆ブレイク!!」                                    | テレビアニメ『ツインエンジェルBREAK』オープニングテーマ                              |
| 9月20日  | プリンセスコネクト！Re:Dive PRICONNE CHARACTER SONG 01                                                 | ペコリーヌ（M・A・O）、コッコロ（伊藤美来）、キャル（立花理香） | 「Lost Princess」                                                                | ゲーム『プリンセスコネクト！Re:Dive』メインテーマ                                    |
| 9月21日  | - | 羽瑠（M・A・O） | 「Me-Chu-Pa-La」                                                                 | Webアニメ『変形少女』テーマソング                                                    |
| 9月27日  | フルーツバスケット 〜黄瀬美甘、緑川末那、桃井はつり〜                                                  | 桃井はつり（豊田萌絵）、赤来杏（伊藤美来）、城ヶ根御前（M・A・O） | 「陽の当たる場所（Hatsuri Main Version）」                                       | テレビアニメ『アクションヒロイン チアフルーツ』エンディングテーマ                    |
| 10月18日 | フルーツバスケット 〜城ヶ根御前、黒酒路子、青山元気〜                                                  | 青山元気（石田晴香）、城ヶ根御前（M・A・O）、桃井はつり（豊田萌絵） | 「陽の当たる場所（Genki Main Version）」                                         | テレビアニメ『アクションヒロイン チアフルーツ』エンディングテーマ                    |
| 10月18日 | フルーツバスケット 〜城ヶ根御前、黒酒路子、青山元気〜                                                  | 城ヶ根御前（M・A・O）、黒酒路子（村川梨衣）、緑川末那（広瀬ゆうき）、紫村果音（白石晴香） | 「陽の当たる場所（Misaki Main Version）」                                        | テレビアニメ『アクションヒロイン チアフルーツ』エンディングテーマ                    |
| 10月18日 | フルーツバスケット 〜城ヶ根御前、黒酒路子、青山元気〜                                                  | トキメキ感謝祭 | 「陽の当たる場所（Special Version）」                                            | テレビアニメ『アクションヒロイン チアフルーツ』エンディングテーマ                    |
| 10月18日 | フルーツバスケット 〜城ヶ根御前、黒酒路子、青山元気〜                                                  | 城ヶ根御前（M・A・O） | 「輝く星」                                                                       | テレビアニメ『アクションヒロイン チアフルーツ』関連曲                                |
| 11月8日  | アクションヒロイン チアフルーツ BD第2巻特典CD                                                          | トキメキ感謝祭 | 「LOVE DIVE」                                                                    | テレビアニメ『アクションヒロイン チアフルーツ』挿入歌                                |
| 2018年   | | |                                                                                  |                                                                                      |
| 1月24日  | 宇宙戦隊キュウレンジャー オールスター全曲集                                                            | ワシピンク / ラプター283（M・A・O） | 「夢見るアンドロイド」                                                           | テレビドラマ『宇宙戦隊キュウレンジャー』関連曲                                       |
| 3月3日   | アイドルマスター シンデレラガールズ劇場 すぷりんぐふぇすてぃばる 2018 会場オリジナルCD                 | 鷺沢文香（M・A・O） | 「We're the friends!」                                                           | ゲーム『アイドルマスター シンデレラガールズ』関連曲                                  |
| 3月7日   | THE IDOLM@STER CINDERELLA MASTER イリュージョニスタ！                                                  | 本田未央（原紗友里）、佐久間まゆ（牧野由依）、鷺沢文香（M・A・O）、輿水幸子（竹達彩奈）、新田美波（洲崎綾） | 「イリュージョニスタ！（M＠STER VERSION）」                                      | ゲーム『アイドルマスター シンデレラガールズ スターライトステージ』関連曲             |
| 3月14日  | スロウスタート キャラクターソングアルバム「Step by Step」                                              | 京塚志温（M・A・O） | 「Sweet Slow Days」                                                              | テレビアニメ『スロウスタート』関連曲                                                 |
| 3月28日  | プリンセスコネクト！Re:Dive PRICONNE CHARACTER SONG 02                                                 | ペコリーヌ（M・A・O）、コッコロ（伊藤美来）、キャル（立花理香） | 「Connecting Happy!!」                                                           | ラジオ『プリコネチャンネルRe:Dive』テーマソング                                      |
| 4月4日   | ファンタシースターオンライン2 ジ アニメーション 主題歌・キャラクターソング コンプリートベスト          | 鈴来アイカ（M・A・O） | 「終わりなき物語（Sunny ver.）」                                                 | テレビアニメ『ファンタシースターオンライン2 ジ アニメーション』関連曲                |
| 5月2日   | 泡沫夢幻・胡蝶刃 〜GRANBLUE FANTASY〜                                                                  | ナルメア（M・A・O） | 「泡沫夢幻・胡蝶刃」                                                             | ゲーム『グランブルーファンタジー』関連曲                                             |
| 5月2日   | Butter-Fly〜tri.Version〜                                                                              | 選ばれし子どもたち、デジモンシンカーズ、宮﨑歩、AiM with 和田光司 | 「Butter-Fly〜tri.Version〜」                                                    | OVA『デジモンアドベンチャー tri.』エンディングテーマ                                 |
| 5月30日  | スロウスタート BD・DVD第3巻特典CD                                                                      | 京塚志温（M・A・O）、万年大会（内田真礼） | 「ときめきコレクション♡」                                                        | テレビアニメ『スロウスタート』関連曲                                                 |
| 7月3日   | - | 鷺沢文香（M・A・O） | 「お願い！シンデレラ 」                                                          | ゲーム『アイドルマスター シンデレラガールズ スターライトステージ』関連曲             |
| 7月18日  | THE IDOLM@STER CINDERELLA GIRLS STARLIGHT MASTER 19 With Love                                          | 鷺沢文香（M・A・O） | 「銀河図書館」                                                                   | ゲーム『アイドルマスター シンデレラガールズ スターライトステージ』関連曲             |
| 7月25日  | スロウスタート BD・DVD第5巻特典CD                                                                      | 一之瀬花名（近藤玲奈）、京塚志温（M・A・O）、万年大会（内田真礼） | 「はぴらき☆エブリディ」                                                          | テレビアニメ『スロウスタート』関連曲                                                 |
| 7月27日  | 青空モーニンググローリー                                                                               | 花坂結衣（M・A・O） | 「青空モーニンググローリー」                                                     | テレビアニメ『One Room セカンドシーズン』主題歌                                      |
| 7月27日  | 青空モーニンググローリー                                                                               | 花坂結衣（M・A・O） | 「青空モーニンググローリー（Remix Ver.）」                                       | テレビアニメ『One Room セカンドシーズン』関連曲                                      |
| 8月9日   | バレットガールズ ファンタジア D3P WEB SHOP店舗特典CD                                                   | 火乃本彩（M・A・O）、シルヴィア・オルタンシア（山崎はるか） | 「Piercing Bullet」                                                              | ゲーム『バレットガールズ ファンタジア』テーマソング                                  |
| 8月29日  | ソードアート・オンライン オルタナティブ ガンゲイル・オンライン BD・DVD第3巻特典CD                      | SHINC | 「FIGHT」                                                                        | テレビアニメ『ソードアート・オンライン オルタナティブ ガンゲイル・オンライン』関連曲 |
| 10月31日 | THE IDOLM@STER CINDERELLA MASTER Trust me                                                              | THE IDOLM@STER CINDERELLA GIRLS! | 「Trust me」                                                                     | ゲーム『アイドルマスター シンデレラガールズ』関連曲                                  |
| 10月31日 | THE IDOLM@STER CINDERELLA MASTER Trust me                                                              | THE IDOLM@STER CINDERELLA GIRLS for BEST5! | 「君への詩」                                                                     | ゲーム『アイドルマスター シンデレラガールズ』関連曲                                  |
| 11月28日 | トキノツバサ                                                                                           | マージュ・ビルシュタイン（M・A・O）、ユーリィ・ディートリヒ（茜屋日海夏） | 「トキノツバサ」                                                                 | テレビアニメ『RErideD-刻越えのデリダ-』エンディングテーマ                            |
| 12月26日 | 「聖闘士星矢 セインティア翔」主題歌                                                                    | 翔子（鈴木愛奈）、響子（M・A・O）、沙織（水瀬いのり）、美衣（中島愛） | 「The Beautiful Brave」                                                          | テレビアニメ『聖闘士星矢 セインティア翔』オープニングテーマ                          |
| 12月26日 | 「聖闘士星矢 セインティア翔」主題歌                                                                    | 翔子（鈴木愛奈）、響子（M・A・O） | 「微笑みのレゾナンス」                                                           | テレビアニメ『聖闘士星矢 セインティア翔』エンディングテーマ                          |
| 12月26日 | 「聖闘士星矢 セインティア翔」主題歌                                                                    | 邪神エリス（M・A・O） | 「争い死にゆく者たちに祝福を」                                                   | テレビアニメ『聖闘士星矢 セインティア翔』関連曲                                      |
| 2019年   | | |                                                                                  |                                                                                      |
| 2月27日  | うちのメイドがウザすぎる！ BD・DVD第2巻特典CD                                                          | 鴨居つばめ（沼倉愛美）、鵜飼みどり（M・A・O） | 「愛ヲ唄エバ」                                                                   | テレビアニメ『うちのメイドがウザすぎる！』関連曲                                     |
| 4月3日   | プリンセスコネクト！Re:Dive Lost Princess 〜ようこそ美食殿へ！〜                                       | ペコリーヌ（M・A・O）、コッコロ（伊藤美来）、キャル（立花理香） | 「ひだまり」                                                                     | ラジオ『プリコネチャンネルRe:Dive』エンディングテーマ                                |
| 4月3日   | プリンセスコネクト！Re:Dive Lost Princess 〜ようこそ美食殿へ！〜                                       | ペコリーヌ（M・A・O）、コッコロ（伊藤美来）、キャル（立花理香） | 「Yes! Precious Harmony!」                                                       | ラジオ『プリコネチャンネルRe:Dive』オープニングテーマ                                |
| 4月3日   | プリンセスコネクト！Re:Dive Lost Princess 〜ようこそ美食殿へ！〜                                       | ペコリーヌ（M・A・O） | 「とびきりDear My Friends!」                                                     | ゲーム『プリンセスコネクト！Re:Dive』関連曲                                          |
| 9月4日   | ココハドコ                                                                                             | あほむし | 「ココハドコ」                                                                   | テレビアニメ『ソウナンですか？』オープニングテーマ                                   |
| 9月4日   | ココハドコ                                                                                             | あほむし | 「かんたん！はじめてのソウナンマニュアル」                                       | テレビアニメ『ソウナンですか？』関連曲                                               |
| 2020年   | | |                                                                                  |                                                                                      |
| 1月22日  | THE IDOLM@STER CINDERELLA MASTER 夢をのぞいたら                                                        | THE IDOLM@STER CINDERELLA GIRLS! | 「夢をのぞいたら」                                                               | ゲーム『アイドルマスター シンデレラガールズ』関連曲                                  |
| 1月22日  | THE IDOLM@STER CINDERELLA MASTER 夢をのぞいたら                                                        | 本田未央（原紗友里）、北条加蓮（渕上舞）、一ノ瀬志希（藍原ことみ）、鷺沢文香（M・A・O）、佐久間まゆ（牧野由依） | 「Trust me」                                                                     | ゲーム『アイドルマスター シンデレラガールズ』関連曲                                  |
| 3月25日  | プリンセスコネクト！Re:Dive PRICONNE CHARACTER SONG 13                                                 | ペコリーヌ（M・A・O）、コッコロ（伊藤美来）、キャル（立花理香）、ユイ（種田梨沙）、ヒヨリ（東山奈央）、レイ（早見沙織）、シェフィ（近藤玲奈） | 「Mirage Game」                                                                  | ゲーム『プリンセスコネクト！Re:Dive』第2部メインテーマ                               |
| 3月25日  | プリンセスコネクト！Re:Dive PRICONNE CHARACTER SONG 13                                                 | ペコリーヌ（M・A・O）、コッコロ（伊藤美来）、キャル（立花理香） | 「Yes! Precious Harmony!」                                                       | ゲーム『プリンセスコネクト！Re:Dive』第2部エンディングテーマ                         |
| 4月29日  | それでもともに歩いていく&Lost Princess                                                                 | ペコリーヌ（M・A・O）、コッコロ（伊藤美来）、キャル（立花理香） | 「それでもともに歩いていく」                                                     | テレビアニメ『プリンセスコネクト！Re:Dive』エンディングテーマ                        |
| 4月29日  | それでもともに歩いていく&Lost Princess                                                                 | ペコリーヌ（M・A・O） | 「それでもともに歩いていく」                                                     | テレビアニメ『プリンセスコネクト！Re:Dive』関連曲                                    |
| 5月27日  | プリンセスコネクト！Re:Dive PRICONNE CHARACTER SONG 15                                                 | ペコリーヌ（M・A・O）、コッコロ（伊藤美来）、キャル（立花理香）、スズメ（悠木碧） | 「SAI*KOUスタートダッシュ」                                                      | ゲーム『プリンセスコネクト！Re:Dive』挿入歌                                          |
| 12月2日  | THE IDOLM@STER CINDERELLA MASTER Never ends ＆ Brand new!                                              | THE IDOLM@STER CINDERELLA GIRLS for BEST5! | 「Never ends」                                                                   | ゲーム『アイドルマスター シンデレラガールズ』関連曲                                  |
| 2021年   | | |                                                                                  |                                                                                      |
| 2月26日  | One Room サードシーズン BD特典CD                                                                       | 花坂結衣（M・A・O） | 「春夏秋冬*笑顔日和」                                                            | テレビアニメ『One Room サードシーズン』主題歌                                        |
| 2月      | AIカードダス／アニメ『ゼノンザード＜ZENONZARD＞』 ベストアルバム「ELEMENTS」                           | シャーロット・シームズ（M・A・O） | 「ドラマティックミステリー」                                                     | ゲーム『ゼノンザード』挿入歌                                                         |
| 3月3日   | ゲキドル SONG COLLECTION                                                                               | アリス（M・A・O） | 「制服DOLL」                                                                     | テレビアニメ『ゲキドル』エンディングテーマ                                           |
| 3月24日  | 戦翼のシグルドリーヴァ BD・DVD第4巻特典CD                                                              | 駒込・アズズ（M・A・O） | 「裏腹じゃん！」                                                                 | テレビアニメ『戦翼のシグルドリーヴァ』関連曲                                         |
| 4月7日   | THE IDOLM@STER CINDERELLA GIRLS LITTLE STARS EXTRA! Life is HaRMONY                                    | 桐生つかさ（河瀬茉希）、黒埼ちとせ（佐倉薫）、白菊ほたる（天野聡美）、鷺沢文香（M・A・O）、諸星きらり（松嵜麗） | 「Life is HaRMONY」                                                              | Webアニメ『アイドルマスター シンデレラガールズ劇場 Extra Stage』エンディングテーマ   |
| 5月26日  | カモナ・テンペスト！/おやすみオレンジ                                                                  | リムル（岡咲美保）、大賢者（豊口めぐみ）、 ヴェルドラ（前野智昭）、シュナ（千本木彩花）、シオン（M・A・O）、 ランガ（小林親弘）、ゴブタ（泊明日菜） | 「カモナ・テンペスト！」                                                         | テレビアニメ『転生したらスライムだった件 転スラ日記』エンディングテーマ              |
| 5月26日  | ホリミヤ BD・DVD第4巻特典CD                                                                            | 綾崎レミ（M・A・O） | 「let' me let' me」                                                              | テレビアニメ『ホリミヤ』関連曲                                                       |
| 7月31日  | WIXOSS DIVA(A)LIVE BD第2巻特典CD                                                                       | 夢限少女 | 「D-(A)LIVE!!」                                                                  | テレビアニメ『WIXOSS DIVA(A)LIVE』エンディングテーマ                                 |
| 8月1日   | デジモンアドベンチャー02 ベストパートナー「絆」⑥八神ヒカリ&テイルモン                                  | 八神ヒカリ（M・A・O） | 「あしたのアオイロ」                                                             | 劇場アニメ『デジモンアドベンチャー LAST EVOLUTION 絆』関連曲                         |
| 8月1日   | デジモンアドベンチャー02 ベストパートナー「絆」⑥八神ヒカリ&テイルモン                                  | 八神ヒカリ（M・A・O）、テイルモン（徳光由禾） | 「A Tale of the Light」                                                          | 劇場アニメ『デジモンアドベンチャー LAST EVOLUTION 絆』関連曲                         |
| 11月3日  | 『ウルトラマントリガー』キャラクターソングミニアルバム                                                 | メトロン星人マルゥル（M・A・O） | 「メトロン・サンセット」                                                         | 特撮テレビドラマ『ウルトラマントリガー NEW GENERATION TIGA』挿入歌                   |
| 2022年   | | |                                                                                  |                                                                                      |
| 1月26日  | THE IDOLM@STER CINDERELLA MASTER キセキの証 & Let's Sail Away!!! & ココカラミライヘ！                  | THE IDOLM@STER CINDERELLA GIRLS for BEST5! | 「キセキの証」                                                                   | ゲーム『アイドルマスター シンデレラガールズ』関連曲                                  |
| 1月26日  | THE IDOLM@STER CINDERELLA MASTER キセキの証 & Let's Sail Away!!! & ココカラミライヘ！                  | 十時愛梨（原田ひとみ）、神崎蘭子（内田真礼）、渋谷凛（福原綾香）、塩見周子（ルゥティン）、島村卯月（大橋彩香）、高垣楓（早見沙織）、安部菜々（三宅麻理恵）、本田未央（原紗友里）、北条加蓮（渕上舞）、鷺沢文香（M・A・O） | 「ココカラミライヘ！」                                                           | ゲーム『アイドルマスター シンデレラガールズ』関連曲                                  |
| 1月26日  | THE IDOLM@STER CINDERELLA MASTER キセキの証 & Let's Sail Away!!! & ココカラミライヘ！ 特別限定盤       | 鷺沢文香（M・A・O） | 「キセキの証」 「ココカラミライヘ！」                                            | ゲーム『アイドルマスター シンデレラガールズ』関連曲                                  |
| 2月12日  | - | ミナ（小原好美）、ユカリ（M・A・O）、サナエ（小倉唯） | 「気まぐれロマンティック」                                                       | テレビアニメ『からかい上手の高木さん3』挿入歌                                        |
| 2月16日  | THE IDOLM@STER CINDERELLA GIRLS 10th ANNIVERSARY M@GICAL WONDERLAND TOUR!!! Tropical Land オリジナルCD | 鷺沢文香（M・A・O） | 「Trust me」                                                                     | ゲーム『アイドルマスター シンデレラガールズ スターライトステージ』関連曲             |
| 2月16日  | THE IDOLM@STER CINDERELLA GIRLS 10th ANNIVERSARY M@GICAL WONDERLAND TOUR!!! Tropical Land オリジナルCD | 鷺沢文香（M・A・O） | 「君への詩」                                                                     | ゲーム『アイドルマスター シンデレラガールズ スターライトステージ』関連曲             |
| 2月16日  | 旅立ちの季節                                                                                           | ペコリーヌ（M・A・O）、コッコロ（伊藤美来）、キャル（立花理香） | 「旅立ちの季節」                                                                 | アニメ『プリンセスコネクト！Re:Dive Season 2』エンディングテーマ                     |
| 2月16日  | 旅立ちの季節                                                                                           | ペコリーヌ（M・A・O） | 「旅立ちの季節」                                                                 | アニメ『プリンセスコネクト！Re:Dive Season 2』関連曲                                 |
| 3月30日  | プリンセスコネクト！Re:Dive PRICONNE CHARACTER SONG 26                                                 | ペコリーヌ（M・A・O）、キャル（立花理香） | 「Asymmetric World」                                                             | ゲーム『プリンセスコネクト！Re:Dive』挿入歌                                          |
| 3月30日  | プリンセスコネクト！Re:Dive PRICONNE CHARACTER SONG 26                                                 | ペコリーヌ（M・A・O） | 「Asymmetric World」                                                             | ゲーム『プリンセスコネクト！Re:Dive』関連曲                                          |
| 7月6日   | くノ一ツバキの胸の内 あかね組音楽集                                                                    | ハナ（内山夕実）、コノハ（M・A・O） | 「あかね組活動日誌 ～先生～」                                                    | テレビアニメ『くノ一ツバキの胸の内』関連曲                                           |
| 7月13日  | 「からかい上手の高木さん3&劇場版」Cover Song Collection                                                | 高木さん with 2年2組 | 「学園天国」                                                                     | テレビアニメ『からかい上手の高木さん3』エンディングテーマ                            |
| 9月3日   | THE IDOLM@STER CINDERELLA GIRLS LIKE4LIVE #cg_ootd 会場オリジナルCD                                    | 鷺沢文香（M・A・O） | 「夢をのぞいたら」                                                               | ゲーム『アイドルマスター シンデレラガールズ スターライトステージ』関連曲             |
| 10月25日 | 悠久の輪廻                                                                                             | 逝橋エイ（M・A・O） | 「悠久の輪廻」                                                                   | ゲーム『Tokyo 7th シスターズ』関連曲                                                 |
| 2023年   | | |                                                                                  |                                                                                      |
| 2月11日  | THE IDOLM@STER M@STERS OF IDOL WORLD!!!!! 2023 明日きみにJewel                                         | 鷺沢文香（M・A・O） | 「咲いてJewel」                                                                  | ゲーム『アイドルマスター シンデレラガールズ』関連曲                                  |
| 3月29日  | THE IDOLM@STER CINDERELLA GIRLS STARLIGHT MASTER R/LOCK ON! 14 ささのはに、うたかたに。                | 鷺沢文香（M・A・O）、佐城雪美（中澤ミナ）、鷹富士茄子（森下来奈）、小早川紗枝（立花理香）、藤原肇（鈴木みのり） | 「ささのはに、うたかたに。（M@STER VERSION）」                                   | ゲーム『アイドルマスター シンデレラガールズ スターライトステージ』関連曲             |
| 3月29日  | THE IDOLM@STER CINDERELLA GIRLS STARLIGHT MASTER R/LOCK ON! 14 ささのはに、うたかたに。                | 鷺沢文香（M・A・O） | 「ささのはに、うたかたに。（M@STER VERSION）」                                   | ゲーム『アイドルマスター シンデレラガールズ スターライトステージ』関連曲             |
| 7月26日  | プリンセスコネクト！Re:Dive PRICONNE CHARACTER SONG 34                                                 | ペコリーヌ（M・A・O）、コッコロ（伊藤美来）、キャル（立花理香）、リリ（鈴木みのり）、クリア（前田佳織里）、プレシア（高尾奏音） | 「Precious Journey」                                                             | ゲーム『プリンセスコネクト！Re:Dive』第3部メインテーマ                               |
| 7月26日  | プリンセスコネクト！Re:Dive PRICONNE CHARACTER SONG 34                                                 | ペコリーヌ（M・A・O）、コッコロ（伊藤美来）、キャル（立花理香） | 「茜色の寄り道」                                                                 | ゲーム『プリンセスコネクト！Re:Dive』第3部エンディングテーマ                         |
| 9月9日   | THE IDOLM@STER CINDERELLA GIRLS Shout out Live!!! 会場オリジナルCD                                     | 鷺沢文香（M・A・O） | 「Life is HaRMONY」                                                              | Webアニメ『アイドルマスター シンデレラガールズ劇場 Extra Stage』関連曲               |
| 10月25日 | THE IDOLM@STER CINDERELLA MASTER Dreamy Anniversary ＆ Next Chapter                                    | THE IDOLMASTER CINDERELLA GIRLS Stage for Cinderella groupB BEST5! | 「Next Chapter」                                                                 | ゲーム『アイドルマスター シンデレラガールズ スターライトステージ』関連曲             |
| 2024年   | | |                                                                                  |                                                                                      |
| 3月27日  | プリンセスコネクト！Re:Dive PRICONNE CHARACTER SONG 38                                                 | ペコリーヌ（M・A・O）、クレジッタ（Lynn） | 「Christmas Blessing」                                                           | ゲーム『プリンセスコネクト！Re:Dive』挿入歌                                          |
| 3月27日  | プリンセスコネクト！Re:Dive PRICONNE CHARACTER SONG 38                                                 | ペコリーヌ（M・A・O） | 「Christmas Blessing」                                                           | ゲーム『プリンセスコネクト！Re:Dive』関連曲                                          |
| 2025年   | | |                                                                                  |                                                                                      |
| 1月10日  | テレビアニメ「悪役令嬢転生おじさん」エンディングテーマ 「マツケンサンバII」                            | グレイス＝憲三郎（井上和彦、M・A・O） | 「マツケンサンバII」                                                             | テレビアニメ『悪役令嬢転生おじさん』エンディングテーマ                               |
| 2月12日  | PRINCESS CONNECT！Re:Dive CHARACTER SONG ALBUM VOL.6                                                   | ペコリーヌ（M・A・O）、コッコロ（伊藤美来）、キャル（立花理香）、シェフィ（近藤玲奈） | 「茜色の寄り道（4人ver.）」                                                      | ゲーム『プリンセスコネクト！Re:Dive』関連曲                                          |
| 3月7日   | テレビアニメ「悪役令嬢転生おじさん」挿入歌 「銀河鉄道999」                                             | グレイス＝憲三郎（井上和彦、M・A・O） | 「銀河鉄道999」                                                                  | テレビアニメ『悪役令嬢転生おじさん』挿入歌                                           |
| 8月15日  | イージーモード                                                                                         | 羽生まゆり（M・A・O） | 「イージーモード」                                                               | ゲーム『2.5次元の誘惑 天使たちのステージ』関連曲                                     |

### その他参加楽曲
| 発売日                         | 商品名                                                     | 歌                                     | 楽曲                             | 備考                                  |
| ------------------------------ | ---------------------------------------------------------- | -------------------------------------- | -------------------------------- | ------------------------------------- |
| 2014年8月14日                  | -                                                          | まよねーず                             | 「Start Dash!」                  | テレビ番組『MANPAちゃん』テーマソング |
| 2014年8月16日                  | ヌイグルマーZ BD・DVD初回限定版 オリジナルサウンドトラック | 特撮（大槻ケンヂ）、中川翔子、市道真央 | 「ヌイグルマーZ」                | 映画『ヌイグルマーZ』主題歌           |
| 2015年4月16日                  | -                                                          | M・A・O                                | 「青い花」                       | DAM★とも「あにそんボーカル」関連曲    |
| 2015年8月12日                  | -                                                          | M・A・O                                | 「アニメが好きでもイイですか。」 | Web配信番組『スキイモ』テーマソング   |
| 2016年7月5日                   | -                                                          | M・A・O                                | 「少女A」                        | Web配信番組『スキイモ』関連曲         |
| 2016年7月15日                  | -                                                          | M・A・O                                | 「17才」                         | Web配信番組『スキイモ』関連曲         |
| 2016年10月20日                 | -                                                          | M・A・O、村川梨衣、伊藤美来            | 「Remember」                     | Web配信番組『スキイモ』関連曲         |
| 2018年2月9日 （youtube公開日） | -                                                          | M・A・O                                | 「3人の女たち」                  | テレビ番組『3人の若い女』主題歌       |